# Olaszország a 2004. évi nyári olimpiai játékokon
Olaszország a görögországi Athénban megrendezett 2004. évi nyári olimpiai játékok egyik részt vevő nemzete volt. Az országot az olimpián 30 sportágban 364 sportoló képviselte, akik összesen 32 érmet szereztek.

## Érmesek
| Érem  | Versenyző | Sportág       | Versenyszám                                |
| ----- | --- | ------------- | ------------------------------------------ |
| Arany | Stefano Baldini | Atlétika      | Férfi maraton                              |
| Arany | Ivano Brugnetti | Atlétika      | Férfi 20 km gyaloglás                      |
| Arany | Marco Galiazzo | Íjászat       | Férfi egyéni                               |
| Arany | Paolo Bettini | Kerékpározás  | Férfi mezőnyverseny                        |
| Arany | Andrea Benelli | Sportlövészet | Férfi skeet                                |
| Arany | Igor Cassina | Torna         | Férfi nyújtó                               |
| Arany | Aldo Montano | Vívás         | Férfi kard, egyéni                         |
| Arany | Andrea Cassarà Salvatore Sanzo Simone Vanni | Vívás         | Férfi tőr, csapat                          |
| Arany | Valentina Vezzali | Vívás         | Női tőr, egyéni                            |
| Arany | Nemzeti válogatott Carmela Allucci Alexandra Araujo Silvia Bosurgi Francesca Conti Elena Gigli Melania Grego Giusy Malato Tania Di Mario Martina Miceli Maddalena Musumeci Cinzia Ragusa Tóth Noémi Emanuela Zanchi                                                                                           | Vízilabda     | Női                                        |
| Ezüst | Beniamino Bonomi Antonio Rossi | Kajak-kenu    | Férfi kajak kettes 1000 m                  |
| Ezüst | Josefa Idem-Guerrini | Kajak-kenu    | Női kajak egyes 500 m                      |
| Ezüst | Nemzeti válogatott Gianluca Basile Massimo Bulleri Roberto Chiacig Giacomo Galanda Luca Garri Denis Marconato Michele Mian Gianmarco Pozzecco Nikola Radulovic Alex Righetti Rodolfo Rombaldoni Matteo Soragna                                                                                                | Kosárlabda    | Férfi                                      |
| Ezüst | Nemzeti válogatott Matej Cernic Alberto Cisolla Paolo Cozzi Alessandro Fei Andrea Giani Luigi Mastrangelo Samuele Papi Damiano Pippi Andrea Sartoretti Ventzislav Simeonov Paolo Tofoli Valerio Vermiglio | Röplabda      | Férfi                                      |
| Ezüst | Giovanni Pellielo | Sportlövészet | Férfi trap                                 |
| Ezüst | Valentina Turisini | Sportlövészet | Női sportpuska, összetett                  |
| Ezüst | Elisa Blanchi Fabrizia D'Ottavio Marinella Falca Daniela Masseroni Elisa Santoni Laura Vernizzi | Torna         | Ritmikus gimnasztika, csapat               |
| Ezüst | Federica Pellegrini | Úszás         | Női 200 m gyors                            |
| Ezüst | Salvatore Sanzo | Vívás         | Férfi tőr, egyéni                          |
| Ezüst | Aldo Montano Gianpiero Pastore Luigi Tarantino | Vívás         | Férfi kard, csapat                         |
| Ezüst | Giovanna Trillini | Vívás         | Női tőr, egyéni                            |
| Bronz | Giuseppe Gibilisco | Atlétika      | Férfi rúdugrás                             |
| Bronz | Lucia Morico | Cselgáncs     | Női félnehézsúly                           |
| Bronz | Rossano Galtarossa Alessio Sartori | Evezés        | Férfi kétpárevezős                         |
| Bronz | Luca Agamennoni Dario Dentale Raffaello Leonardo Lorenzo Porzio | Evezés        | Férfi kormányos nélküli négyes             |
| Bronz | Catello Amarante Salvatore Amitrano Lorenzo Bertini Bruno Mascarenhas | Evezés        | Férfi könnyűsúlyú kormányos nélküli négyes |
| Bronz | Nemzeti válogatott Marco Amelia Andrea Barzagli Daniele Bonera Cesare Bovo Giorgio Chiellini Daniele De Rossi Simone Del Nero Marco Donadel Matteo Ferrari Andrea Gasbarroni Alberto Gilardino Giandomenico Mesto Emiliano Moretti Angelo Palombo Ivan Pelizzoli Giampiero Pinzi Andrea Pirlo Giuseppe Sculli | Labdarúgás    | Férfi                                      |
| Bronz | Roberto Cammarelle | Ökölvívás     | Szupernehézsúly                            |
| Bronz | Jury Chechi | Torna         | Férfi gyűrű                                |
| Bronz | Emiliano Brembilla Federico Cappellazzo Simone Cercato Filippo Magnini Matteo Pelliciari Massimiliano Rosolino | Úszás         | Férfi 4 × 200 m gyorsváltó                 |
| Bronz | Alessandra Sensini | Vitorlázás    | Női szörfvitorlázás                        |
| Bronz | Andrea Cassarà | Vívás         | Férfi tőr, egyéni                          |

## Asztalitenisz
Férfi

| Versenyző                      | Versenyszám | 64-es főtábla                                        | 48-as főtábla                                                                     | 32-es főtábla     | Nyolcaddöntő      | Negyeddöntő       | Elődöntő          | Döntő             | Helyezés |
| Versenyző                      | Versenyszám | Ellenfél Eredmény                                    | Ellenfél Eredmény                                                                 | Ellenfél Eredmény | Ellenfél Eredmény | Ellenfél Eredmény | Ellenfél Eredmény | Ellenfél Eredmény | Helyezés |
| ------------------------------ | ----------- | ---------------------------------------------------- | --------------------------------------------------------------------------------- | ----------------- | ----------------- | ----------------- | ----------------- | ----------------- | -------- |
| Min Yang                       | Egyes       | Đoàn Kiến Quốc (VIE) · 11-5, 11-13, 11-7, 11-5, 11-5 | Peter Karlsson (SWE) · 9-11, 4-11, 8-11, 11-9, 11-7, 13-11, 9-11                  | kiesett           | kiesett           | kiesett           | kiesett           | kiesett           | 33.      |
| Massimiliano Mondello Min Yang | Páros       |                                                      | Ausztrália (AUS) · William Henzell · Dave Zalcberg · 6-11, 11-8, 7-11, 7-11, 5-11 | kiesett           | kiesett           | kiesett           | kiesett           | kiesett           | 25.      |

Női

| Versenyző                                 | Versenyszám | 64-es főtábla                                      | 48-as főtábla                                                                              | 32-es főtábla                                                                                              | Nyolcaddöntő                                                     | Negyeddöntő       | Elődöntő          | Döntő             | Helyezés |
| Versenyző                                 | Versenyszám | Ellenfél Eredmény                                  | Ellenfél Eredmény                                                                          | Ellenfél Eredmény                                                                                          | Ellenfél Eredmény                                                | Ellenfél Eredmény | Ellenfél Eredmény | Ellenfél Eredmény | Helyezés |
| ----------------------------------------- | ----------- | -------------------------------------------------- | ------------------------------------------------------------------------------------------ | --- | ---------------------------------------------------------------- | ----------------- | ----------------- | ----------------- | -------- |
| Wenling Tan Monfardini                    | Egyes       |                                                    | Huang I-Hua (TPE) · 11-2, 9-11, 11-9, 9-11, 13-11, 11-7                                    | Kim Gjonga (KOR) · 11-9, 7-11, 5-11, 3-11, 9-11                                                            | kiesett                                                          | kiesett           | kiesett           | kiesett           | 17.      |
| Laura Negrisoli                           | Egyes       | Fabiola Ramos (VEN) · 11-9, 11-5, 11-6, 8-11, 11-3 | Szvetlana Ganyina (RUS) · 9-11, 12-14, 11-7, 11-3, 6-11, 9-11                              | kiesett | kiesett                                                          | kiesett           | kiesett           | kiesett           | 33.      |
| Nikoleta Stefanova                        | Egyes       | Aszmá el-Menajfi (ALG) · 11-6, 11-8, 11-6, 11-6    | Jie Schöpp (GER) · 5-11, 13-11, 5-11, 10-12, 7-11                                          | kiesett | kiesett                                                          | kiesett           | kiesett           | kiesett           | 33.      |
| Wenling Tan Monfardini Nikoleta Stefanova | Páros       |                                                    | Nigéria (NGR) · Bose Kaffo · Funke Oshonaike · 11-9, 11-6, 12-10, 10-12, 5-11, 10-12, 11-9 | Fehéroroszország (BLR) · Taccjana Kasztramina · Viktorija Pavlavics · 11-7, 10-12, 11-13, 11-5, 11-7, 11-7 | Kína (CHN) · Vang Nan · Csang Ji-ning · 6-11, 3-11, 10-12, 12-14 | kiesett           | kiesett           | kiesett           | 9.       |

## Atlétika
Férfi

| Versenyző                                                           | Versenyszám     | Előfutam      | Előfutam      | Előfutam      | Negyeddöntő | Negyeddöntő | Negyeddöntő | Elődöntő | Elődöntő | Elődöntő | Döntő         | Döntő         |
| Versenyző                                                           | Versenyszám     | Idő           | Hely.         | Össz.         | Idő         | Hely.       | Össz.       | Idő      | Hely.    | Össz.    | Idő           | Helyezés      |
| ------------------------------------------------------------------- | --------------- | ------------- | ------------- | ------------- | ----------- | ----------- | ----------- | -------- | -------- | -------- | ------------- | ------------- |
| Simone Collio                                                       | 100 m           | 10,27         | 4.            | 24.**         | 10,29       | 6.          | 29.*        | kiesett  | kiesett  | kiesett  | kiesett       | kiesett       |
| Andrew Howe                                                         | 200 m           | 20,55         | 3.            | 9.*           | 21,17       | 8.          | 29.         | kiesett  | kiesett  | kiesett  | kiesett       | kiesett       |
| Marco Torrieri                                                      | 200 m           | 20,68         | 3.            | 21.           | 20,89       | 6.          | 24.         | kiesett  | kiesett  | kiesett  | kiesett       | kiesett       |
| Andrea Longo                                                        | 800 m           | 1:46,75       | 1.            | 31.           |             |             |             | 1:45,97  | 4.       | 10.      | kiesett       | kiesett       |
| Giuseppe Maffei                                                     | 3000 m akadály  | nem ért célba | nem ért célba | nem ért célba |             |             |             |          |          |          | kiesett       | kiesett       |
| Stefano Baldini                                                     | Maraton         |               |               |               |             |             |             |          |          |          | 2:10:55       |               |
| Daniele Caimmi                                                      | Maraton         |               |               |               |             |             |             |          |          |          | 2:23:07       | 52.           |
| Alberico Di Cecco                                                   | Maraton         |               |               |               |             |             |             |          |          |          | 2:14:34       | 9.            |
| Ivano Brugnetti                                                     | 20 km gyaloglás |               |               |               |             |             |             |          |          |          | 1:19:40       |               |
| Alessandro Gandellini                                               | 20 km gyaloglás |               |               |               |             |             |             |          |          |          | nem ért célba | nem ért célba |
| Marco Giungi                                                        | 20 km gyaloglás |               |               |               |             |             |             |          |          |          | 1:23:30       | 13.           |
| Giovanni De Benedictis                                              | 50 km gyaloglás |               |               |               |             |             |             |          |          |          | kizárták      | kizárták      |
| Marco Torrieri Simone Collio Massimiliano Donati Maurizio Checcucci | 4 × 100 m váltó | 38,79         | 5.            | 12.           |             |             |             |          |          |          | kiesett       | kiesett       |

| Versenyző          | Versenyszám   | Selejtező | Selejtező | Döntő    | Döntő    |
| Versenyző          | Versenyszám   | Eredmény  | Helyezés  | Eredmény | Helyezés |
| ------------------ | ------------- | --------- | --------- | -------- | -------- |
| Nicola Ciotti      | Magasugrás    | 225 cm    | 13.*      | kiesett  | kiesett  |
| Alessandro Talotti | Magasugrás    | 228 cm    | 7.        | 225 cm   | 12.      |
| Giuseppe Gibilisco | Rúdugrás      | 570 cm    | 12.*      | 585 cm   |          |
| Nicola Trentin     | Távolugrás    | 786 cm    | 19.       | kiesett  | kiesett  |
| Fabrizio Donato    | Hármasugrás   | 16,45 m   | 21.       | kiesett  | kiesett  |
| Nicola Vizzoni     | Kalapácsvetés | 76,84 m   | 8.        | 74,27 m  | 10.      |

| Versenyző     | Versenyszám | 100 m | 100 m | Távolugrás | Távolugrás | Súlylökés | Súlylökés | Magasugrás | Magasugrás | 400 m | 400 m | 110 m gát | 110 m gát | Diszkoszvetés | Diszkoszvetés | Rúdugrás | Rúdugrás | Gerelyhajítás | Gerelyhajítás | 1500 m  | 1500 m | Végeredmény | Végeredmény |
| Versenyző     | Versenyszám | Idő   | Pont  | Eredmény   | Pont       | Eredmény  | Pont      | Eredmény   | Pont       | Idő   | Pont  | Idő       | Pont      | Eredmény      | Pont          | Eredmény | Pont     | Eredmény      | Pont          | Idő     | Pont   | Pont        | Helyezés    |
| ------------- | ----------- | ----- | ----- | ---------- | ---------- | --------- | --------- | ---------- | ---------- | ----- | ----- | --------- | --------- | ------------- | ------------- | -------- | -------- | ------------- | ------------- | ------- | ------ | ----------- | ----------- |
| Paolo Casarsa | Tízpróba    | 11,36 | 782   | 668 cm     | 739        | 14,92 m   | 785       | 194 cm     | 749        | 53,20 | 673   | 15,39     | 803       | 48,66 m       | 843           | 440 cm   | 731      | 58,62 m       | 717           | 4:56,12 | 582    | 7404        | 28.         |

Női

| Versenyző            | Versenyszám     | Előfutam | Előfutam | Előfutam | Elődöntő | Elődöntő | Elődöntő | Döntő   | Döntő    |
| Versenyző            | Versenyszám     | Idő      | Hely.    | Össz.    | Idő      | Hely.    | Össz.    | Idő     | Helyezés |
| -------------------- | --------------- | -------- | -------- | -------- | -------- | -------- | -------- | ------- | -------- |
| Benedetta Ceccarelli | 400 m gát       | 56,28    | 5.       | 24.      | kiesett  | kiesett  | kiesett  | kiesett | kiesett  |
| Monika Niederstätter | 400 m gát       | 55,57    | 4.       | 17.      | kiesett  | kiesett  | kiesett  | kiesett | kiesett  |
| Rosaria Console      | Maraton         |          |          |          |          |          |          | 2:35:56 | 16.      |
| Bruna Genovese       | Maraton         |          |          |          |          |          |          | 2:32:50 | 10.      |
| Rossella Giordano    | 20 km gyaloglás |          |          |          |          |          |          | 1:30:39 | 11.      |
| Elisabetta Perrone   | 20 km gyaloglás |          |          |          |          |          |          | 1:32:21 | 18.      |
| Elisa Rigaudo        | 20 km gyaloglás |          |          |          |          |          |          | 1:29:57 | 6.       |

| Versenyző         | Versenyszám   | Selejtező | Selejtező | Döntő    | Döntő    |
| Versenyző         | Versenyszám   | Eredmény  | Helyezés  | Eredmény | Helyezés |
| ----------------- | ------------- | --------- | --------- | -------- | -------- |
| Fiona May         | Távolugrás    | 638 cm    | 27.       | kiesett  | kiesett  |
| Simona La Mantia  | Hármasugrás   | 14,39 m   | 17.       | kiesett  | kiesett  |
| Magdelín Martínez | Hármasugrás   | 14,57 m   | 10.       | 14,85 m  | 7.       |
| Ester Balassini   | Kalapácsvetés | 65,58 m   | 26.       | kiesett  | kiesett  |
| Clarissa Claretti | Kalapácsvetés | 65,06 m   | 28.       | kiesett  | kiesett  |
| Claudia Coslovich | Gerelyhajítás | 60,58 m   | 14.       | kiesett  | kiesett  |
| Elisabetta Marin  | Gerelyhajítás | 56,34 m   | 30.       | kiesett  | kiesett  |

* - egy másik versenyzővel azonos időt/eredményt ért el

** - két másik versenyzővel azonos időt ért el

## Baseball
| #          | Poz. | Név                 | Születési idő                    | Klub               |
| ---------- | ---- | ------------------- | -------------------------------- | ------------------ |
| 15         | P    | William Lucena      | 1981. október 1. (22 évesen)     | Modena Baseball    |
| 16         | P    | Anthony Massimino   | 1979. augusztus 20. (24 évesen)  | AS Parma Baseball  |
| 23         | P    | Carlo Richetti      | 1983. augusztus 23. (20 évesen)  | Anzio Baseball     |
| 28         | P    | Fabio Milano        | 1977. augusztus 2. (27 évesen)   | Fortitudo Bologna  |
| 29         | P    | Kasey Olemberger    | 1978. március 18. (26 évesen)    | AS Parma Baseball  |
| 36         | P    | Michael Marchesano  | 1975. szeptember 23. (28 évesen) | AS Rimini Baseball |
| 37         | P    | Peter Nyari         | 1971. szeptember 4. (32 évesen)  | BC San Marino      |
| 40         | P    | David Rollandini    | 1979. február 6. (25 évesen)     | BBC Orioles        |
| 43         | P    | Riccardo De Santis  | 1980. január 4. (24 évesen)      | BBC Orioles        |
| 6          | C    | Vincent Parisi      | 1978. február 7. (26 évesen)     | AS Parma Baseball  |
| 9          | C    | Luca Bischeri       | 1979. június 12. (25 évesen)     | BBC Orioles        |
| 72         | C    | Marcello Malagoli   | 1973. július 14. (31 évesen)     | Modena Baseball    |
| 1          | IF   | Igor Schiavetti     | 1976. január 23. (28 évesen)     | BC Nettuno         |
| 5          | IF   | Giovanni Pantaleoni | 1978. március 16. (26 évesen)    | Fortitudo Bologna  |
| 11         | IF   | Seth La Fera        | 1975. szeptember 28. (28 évesen) | AS Parma Baseball  |
| 22         | IF   | Giuseppe Mazzanti   | 1983. április 5. (21 évesen)     | BC Nettuno         |
| 34         | IF   | Davide Dallospedale | 1977. szeptember 12. (26 évesen) | Fortitudo Bologna  |
| 41         | IF   | Jairo Ramos Gizzi   | 1971. július 21. (33 évesen)     | BBC Orioles        |
| 42         | IF   | Claudio Liverziani  | 1975. március 4. (29 évesen)     | Fortitudo Bologna  |
| 2          | OF   | David Francia       | 1975. április 16. (29 évesen)    | BBC Orioles        |
| 3          | OF   | James Buccheri      | 1968. november 12. (35 évesen)   | AS Rimini Baseball |
| 21         | OF   | Daniele Frignani    | 1977. június 29. (27 évesen)     | Fortitudo Bologna  |
| 32         | OF   | Francesco Casolari  | 1965. október 4. (38 évesen)     | BBC Orioles        |
| 45         | OF   | Mario Chiarini      | 1981. január 7. (23 évesen)      | AS Rimini Baseball |
| Vezetőedző |      |                     |                                  |                    |
| 30         |      | Giampiero Faraone   | 1939. október 8. (64 évesen)     |                    |

- Kor: 2004. augusztus 14-i kora

### Eredmények
Csoportkör
| Csapat      | M | Gy | V | P+ | P– | Pk  |
| ----------- | - | -- | - | -- | -- | --- |
| Japán       | 7 | 6  | 1 | 49 | 20 | +29 |
| Kuba        | 7 | 6  | 1 | 41 | 17 | +24 |
| Kanada      | 7 | 5  | 2 | 39 | 17 | +22 |
| Ausztrália  | 7 | 4  | 3 | 49 | 30 | +19 |
| Tajvan      | 7 | 3  | 4 | 24 | 28 | –4  |
| Hollandia   | 7 | 2  | 5 | 29 | 55 | –26 |
| Görögország | 7 | 1  | 6 | 24 | 49 | –25 |
| Olaszország | 7 | 1  | 6 | 19 | 58 | –39 |

| 2004. augusztus 15. 11:30 |  | Olaszország (ITA) | 0–12 | Japán |  |  |
| 2004. augusztus 15. 11:30 |  |                   |      |       |  |  |

| 2004. augusztus 16. 11:30 |  | Kanada (CAN) | 9–3 | Olaszország |  |  |
| 2004. augusztus 16. 11:30 |  |              |     |             |  |  |

| 2004. augusztus 17. 18:30 |  | Olaszország (ITA) | 0–6 | Ausztrália |  |  |
| 2004. augusztus 17. 18:30 |  |                   |     |            |  |  |

| 2004. augusztus 18. 10:30 |  | Hollandia (NED) | 10–4 | Olaszország |  |  |
| 2004. augusztus 18. 10:30 |  |                 |      |             |  |  |

| 2004. augusztus 20. 10:30 |  | Tajvan (TPE) | 4–5 | Olaszország |  |  |
| 2004. augusztus 20. 10:30 |  |              |     |             |  |  |

| 2004. augusztus 21. 19:30 |  | Olaszország (ITA) | 7–12 | Görögország |  |  |
| 2004. augusztus 21. 19:30 |  |                   |      |             |  |  |

| 2004. augusztus 22. 18:30 |  | Olaszország (ITA) | 0–5 | Kuba |  |  |
| 2004. augusztus 22. 18:30 |  |                   |     |      |  |  |

| Csapat      | Helyezés |
| ----------- | -------- |
| Olaszország | 8.       |

## Birkózás

### Férfi
Kötöttfogású

| Versenyző       | Versenyszám | Csoportkör                                                                  | Csoportkör | Negyeddöntő       | Elődöntő          | Bronz- mérkőzés   | Döntő             | Helyezés |
| Versenyző       | Versenyszám | Ellenfél Eredmény                                                           | Hely.      | Ellenfél Eredmény | Ellenfél Eredmény | Ellenfél Eredmény | Ellenfél Eredmény | Helyezés |
| --------------- | ----------- | --------------------------------------------------------------------------- | ---------- | ----------------- | ----------------- | ----------------- | ----------------- | -------- |
| Paolo Fucile    | 60 kg       | E csoport · Nurlan Kojzsaganov (KAZ) · 0-7 · Akaki Csacsua (GEO) · 0-10     | 3.         | kiesett           | kiesett           | kiesett           | kiesett           | 22.      |
| Andrea Minguzzi | 84 kg       | A csoport · Vjacsaszlav Makaranka (BLR) · TUS · Levon Gegamjan (ARM) · 0-11 | 3.         | kiesett           | kiesett           | kiesett           | kiesett           | 17.      |

Szabadfogású

| Versenyző         | Versenyszám | Csoportkör                                                                                         | Csoportkör | Negyeddöntő       | Elődöntő          | Bronz- mérkőzés   | Döntő             | Helyezés |
| Versenyző         | Versenyszám | Ellenfél Eredmény                                                                                  | Hely.      | Ellenfél Eredmény | Ellenfél Eredmény | Ellenfél Eredmény | Ellenfél Eredmény | Helyezés |
| ----------------- | ----------- | -------------------------------------------------------------------------------------------------- | ---------- | ----------------- | ----------------- | ----------------- | ----------------- | -------- |
| Salvatore Rinella | 74 kg       | E csoport · Ali Abdo (AUS) · 11-0 · Murad Hajdarav (BLR) · 2-4                                     | 2.         | kiesett           | kiesett           | kiesett           | kiesett           | 7.       |
| Francesco Petta   | 120 kg      | E csoport · Marid Mutalimov (KAZ) · 0-3 · Kerry McCoy (USA) · 0-7 · Jurij Mildzihov (KGZ) · 4-0 PA | 3.         | kiesett           | kiesett           | kiesett           | kiesett           | 10.      |

### Női
Szabadfogású

| Versenyző           | Versenyszám | Csoportkör                                                          | Csoportkör | Elődöntő          | Bronz- mérkőzés   | Döntő             | Helyezés |
| Versenyző           | Versenyszám | Ellenfél Eredmény                                                   | Hely.      | Ellenfél Eredmény | Ellenfél Eredmény | Ellenfél Eredmény | Helyezés |
| ------------------- | ----------- | ------------------------------------------------------------------- | ---------- | ----------------- | ----------------- | ----------------- | -------- |
| Diletta Giampiccolo | 55 kg       | C csoport · Josida Szaori (JPN) · 0-10 · Szun Tung-mej (CHN) · 2-4  | 3.         | kiesett           | kiesett           | kiesett           | 10.      |
| Katarzyna Juszczak  | 72 kg       | C csoport · Vang Hszü (CHN) · 0-5 · Christine Nordhagen (CAN) · 2-5 | 3.         | kiesett           | kiesett           | kiesett           | 11.      |

PA - visszalépett (birói döntéssel 0-4)

## Cselgáncs
Férfi

| Versenyző        | Versenyszám  | Selejtező         | 32-es főtábla                     | Nyolcaddöntő                          | Negyeddöntő                            | Elődöntő                          | Vigaszág első kör                    | Vigaszág negyeddöntő           | Vigaszág elődöntő | Bronz- mérkőzés                    | Döntő             | Helyezés    |
| Versenyző        | Versenyszám  | Ellenfél Eredmény | Ellenfél Eredmény                 | Ellenfél Eredmény                     | Ellenfél Eredmény                      | Ellenfél Eredmény                 | Ellenfél Eredmény                    | Ellenfél Eredmény              | Ellenfél Eredmény | Ellenfél Eredmény                  | Ellenfél Eredmény | Helyezés    |
| ---------------- | ------------ | ----------------- | --------------------------------- | ------------------------------------- | -------------------------------------- | --------------------------------- | ------------------------------------ | ------------------------------ | ----------------- | ---------------------------------- | ----------------- | ----------- |
| Roberto Meloni   | Váltósúly    |                   | Nuno Delgado (POR) · 0010-0002    | Dmitrij Noszov (RUS) · 0001-0011      |                                        |                                   | Tomoucsi Maszahiko (JPN) · 0102-0001 | Flávio Canto (BRA) · 0001-0200 | kiesett           | kiesett                            |                   | helyezetlen |
| Francesco Lepre  | Középsúly    |                   | Zurab Zviadauri (GEO) · 0000-1000 |                                       |                                        |                                   | Haszanbi Taov (RUS) · 0000-1001      | kiesett                        | kiesett           | kiesett                            |                   | helyezetlen |
| Michele Monti    | Félnehézsúly |                   | Nicolas Gill (CAN) · 1003-0001    | Arik Zeevi (ISR) · 0111-1011          | kiesett                                | kiesett                           |                                      |                                |                   |                                    |                   | helyezetlen |
| Paolo Bianchessi | Nehézsúly    |                   | Kim Szongbom (KOR) · 0200-0000    | Vitalij Poljanszkij (UKR) · 0201-0000 | Dennis van der Geest (NED) · 0001-0000 | Szuzuki Keidzsi (JPN) · 0001-1010 |                                      |                                |                   | Indrek Pertelson (EST) · 0000-1000 |                   | 5.          |

Női

| Versenyző        | Versenyszám  | Selejtező                             | Nyolcaddöntő                               | Negyeddöntő                        | Elődöntő          | Vigaszág első kör              | Vigaszág negyeddöntő                   | Vigaszág elődöntő                   | Bronz- mérkőzés                           | Döntő             | Helyezés    |
| Versenyző        | Versenyszám  | Ellenfél Eredmény                     | Ellenfél Eredmény                          | Ellenfél Eredmény                  | Ellenfél Eredmény | Ellenfél Eredmény              | Ellenfél Eredmény                      | Ellenfél Eredmény                   | Ellenfél Eredmény                         | Ellenfél Eredmény | Helyezés    |
| ---------------- | ------------ | ------------------------------------- | ------------------------------------------ | ---------------------------------- | ----------------- | ------------------------------ | -------------------------------------- | ----------------------------------- | ----------------------------------------- | ----------------- | ----------- |
| Giuseppina Macri | Légsúly      |                                       | Kao Feng (CHN) · 0000-1011                 | kiesett                            | kiesett           |                                |                                        |                                     |                                           |                   | helyezetlen |
| Cinzia Cavazzuti | Könnyűsúly   | Deborah Gravenstijn (NED) · 0001-1000 |                                            |                                    |                   | Ellen Wilson (USA) · 0011-0001 | Danielle Zangrando (BRA) · 0010-0000   | Isabel Fernández (ESP) · 0001-0010  | kiesett                                   |                   | 7.          |
| Ylenia Scapin    | Váltósúly    | Hong Okszong (PRK) · 0000-0001        | kiesett                                    | kiesett                            | kiesett           |                                |                                        |                                     |                                           |                   | helyezetlen |
| Lucia Morico     | Félnehézsúly |                                       | Amy Cotton (CAN) · 1010-0000               | Anno Noriko (JPN) · 0001-0101      |                   |                                | Keivi Mayerlin Pinto (VEN) · 1001-0000 | Edinanci da Silva (BRA) · 0120-0011 | Anasztaszija Matroszova (UKR) · 1000-0000 |                   |             |
| Barbara Andolina | Nehézsúly    |                                       | Vanessa Martina Zambotti (MEX) · 1021-0000 | Tea Donguzasvili (RUS) · 0001-1010 |                   |                                | Cshö Szugi (KOR) · 0001-0020           | kiesett                             | kiesett                                   |                   | helyezetlen |

## Evezés
Férfi

| Versenyző | Versenyszám                          | Előfutam | Előfutam | Vigaszág | Vigaszág | Elődöntő | Elődöntő | Elődöntő | Döntő | Döntő   | Döntő | Helyezés |
| Versenyző | Versenyszám                          | Idő      | Hely.    | Idő      | Hely.    | Típus    | Idő      | Hely.    | Típus | Idő     | Hely. | Helyezés |
| --- | ------------------------------------ | -------- | -------- | -------- | -------- | -------- | -------- | -------- | ----- | ------- | ----- | -------- |
| Matteo Stefanini | Egypárevezős                         | 7:31,54  | 3.       | 7:08,91  | 4.       | D/E      | 7:10,34  | 2.       | D     | 6:57,16 | 1.    | 19.      |
| Rossano Galtarossa Alessio Sartori | Kétpárevezős                         | 6:40,82  | 1.       |          |          | A/B      | 6:11,49  | 1.       | A     | 6:32,93 | 3.    |          |
| Giuseppe De Vita Dario Lari | Kormányos nélküli kettes             | 7:03,12  | 3.       |          |          | A/B      | 6:31,26  | 5.       | B     | 6:22,08 | 2.    | 8.       |
| Elia Luini Leonardo Pettinari Nicola Moriconi* | Könnyűsúlyú kétpárevezős             | 6:19,82  | 2.       | 6:21,22  | 2.       | A/B      | 6:23,72  | 5.       | B     | 7:01,86 | 6.    | 12.      |
| Alessandro Corona Simone Venier Federico Gattinoni Simone Raineri                                                                                    | Négypárevezős                        | 5:45,84  | 3.       |          |          | A/B      | 5:47,38  | 5.       | B     | 6:06,91 | 4.    | 10.      |
| Lorenzo Porzio Dario Dentale Luca Agamennoni Raffaello Leonardo                                                                                      | Kormányos nélküli négyes             | 6:22,58  | 2.       |          |          | A/B      | 5:52,12  | 3.       | A     | 6:10,41 | 3.    |          |
| Lorenzo Bertini Catello Amarante Salvatore Amitrano Bruno Mascarenhas                                                                                | Könnyűsúlyú kormányos nélküli négyes | 5:52,17  | 2.       |          |          | A/B      | 5:55,02  | 1.       | A     | 6:03,74 | 3.    |          |
| Sergio Canciani Aldo Tramontano Marco Penna Pierpaolo Frattini Valerio Pinton Niccolo Mornati Carlo Mornati Luca Ghezzi Gaetano Iannuzzi (kormányos) | Nyolcas                              | 5:30,16  | 3.       | 5:34,56  | 3.       |          |          |          | B     | 5:46,36 | 1.    | 7.       |

Női

| Versenyző                                | Versenyszám  | Előfutam | Előfutam | Vigaszág | Vigaszág | Döntő | Döntő   | Döntő | Helyezés |
| Versenyző                                | Versenyszám  | Idő      | Hely.    | Idő      | Hely.    | Típus | Idő     | Hely. | Helyezés |
| ---------------------------------------- | ------------ | -------- | -------- | -------- | -------- | ----- | ------- | ----- | -------- |
| Elisabetta Sancassani Gabriella Bascelli | Kétpárevezős | 7:46,66  | 5.       | 7:01,63  | 3.       | B     | 6:54,51 | 2.    | 8.       |

* - Leonardo Pettinari cseréje az B-döntőben

## Íjászat
Férfi

| Versenyző                                      | Versenyszám | Selejtező | Selejtező | 64-es főtábla                             | 32-es főtábla                          | Nyolcaddöntő                        | Negyeddöntő                                                                            | Elődöntő                            | Döntő                                | Helyezés |
| Versenyző                                      | Versenyszám | Pont      | Kiemelt   | Ellenfél Eredmény                         | Ellenfél Eredmény                      | Ellenfél Eredmény                   | Ellenfél Eredmény                                                                      | Ellenfél Eredmény                   | Ellenfél Eredmény                    | Helyezés |
| ---------------------------------------------- | ----------- | --------- | --------- | ----------------------------------------- | -------------------------------------- | ----------------------------------- | -------------------------------------------------------------------------------------- | ----------------------------------- | ------------------------------------ | -------- |
| Ilario Di Buò                                  | Egyéni      | 659       | 19.       | Mattias Eriksson (SWE) (46.) · 151-146    | Wietse van Alten (NED) (14.) · 164-160 | Marco Galiazzo (ITA) (3.) · 155-162 | kiesett                                                                                | kiesett                             | kiesett                              | 16.      |
| Michele Frangilli                              | Egyéni      | 654       | 24.       | Lockoneco Lockoneco (INA) (41.) · 153-141 | Jamamoto Hirosi (JPN) (9.) · 154-162   | kiesett                             | kiesett                                                                                | kiesett                             | kiesett                              | 31.      |
| Marco Galiazzo                                 | Egyéni      | 672       | 3.        | Sifa Taumoepeau (TGA) (62.) · 156-122     | Juan Serrano (MEX) (30.) · 164-163     | Ilario Di Buò (ITA) (19.) · 162-155 | Victor Wunderle (USA) (43.) · 109-108                                                  | Larry Godfrey (GBR) (31.) · 110-108 | Jamamoto Hirosi (JPN) (9.) · 111-109 |          |
| Ilario Di Buò Michele Frangilli Marco Galiazzo | Csapat      | 1985      | 3.        |                                           |                                        |                                     | Egyesült Államok (USA) · Butch Johnson · John Magera · Victor Wunderle (11.) · 240-243 | kiesett                             | kiesett                              | 7.       |

Női

| Versenyző       | Versenyszám | Selejtező | Selejtező | 64-es főtábla                         | 32-es főtábla     | Nyolcaddöntő      | Negyeddöntő       | Elődöntő          | Döntő             | Helyezés |
| Versenyző       | Versenyszám | Pont      | Kiemelt   | Ellenfél Eredmény                     | Ellenfél Eredmény | Ellenfél Eredmény | Ellenfél Eredmény | Ellenfél Eredmény | Ellenfél Eredmény | Helyezés |
| --------------- | ----------- | --------- | --------- | ------------------------------------- | ----------------- | ----------------- | ----------------- | ----------------- | ----------------- | -------- |
| Natalia Valeeva | Egyéni      | 650       | 9.        | Jasmin Figueroa (PHI) (56.) · 130-132 | kiesett           | kiesett           | kiesett           | kiesett           | kiesett           | 53.      |

## Kajak-kenu

### Síkvízi
Férfi

| Versenyző                      | Versenyszám         | Előfutam | Előfutam | Előfutam | Elődöntő | Elődöntő | Elődöntő | Döntő    | Döntő    |
| Versenyző                      | Versenyszám         | Idő      | Hely.    | Össz.    | Idő      | Hely.    | Össz.    | Idő      | Helyezés |
| ------------------------------ | ------------------- | -------- | -------- | -------- | -------- | -------- | -------- | -------- | -------- |
| Andrea Facchin                 | Kajak egyes 500 m   | 1:40,025 | 4.       | 11.      | 1:40,387 | 3.       | 9.       | 1:41,575 | 9.       |
| Andrea Facchin                 | Kajak egyes 1000 m  | 3:36,492 | 5.       | 16.      | 3:39,510 | 8.       | 17.      | kiesett  | kiesett  |
| Antonio Rossi Beniamino Bonomi | Kajak kettes 500 m  | 1:33,565 | 5.       | 14.      | 1:31,830 | 3.       | 7.       | 1:30,804 | 8.       |
| Antonio Rossi Beniamino Bonomi | Kajak kettes 1000 m | 3:14,060 | 6.       | 9.       | 3:12,597 | 2.       | 2.       | 3:19,484 |          |

Női

| Versenyző            | Versenyszám       | Előfutam | Előfutam | Előfutam | Elődöntő | Elődöntő | Elődöntő | Döntő    | Döntő    |
| Versenyző            | Versenyszám       | Idő      | Hely.    | Össz.    | Idő      | Hely.    | Össz.    | Idő      | Helyezés |
| -------------------- | ----------------- | -------- | -------- | -------- | -------- | -------- | -------- | -------- | -------- |
| Josefa Idem-Guerrini | Kajak egyes 500 m | 1:50,466 | 2.       | 3.       | 1:50,844 | 1.       | 1.       | 1:49,729 |          |

### Szlalom
Férfi

| Versenyző                   | Versenyszám | Selejtező | Selejtező | Selejtező | Selejtező | Selejtező  | Selejtező  | Elődöntő | Elődöntő | Döntő   | Döntő   | Összesítés | Összesítés |
| Versenyző                   | Versenyszám | 1. futam  | 1. futam  | 2. futam  | 2. futam  | Összesítés | Összesítés | Elődöntő | Elődöntő | Döntő   | Döntő   | Összesítés | Összesítés |
| Versenyző                   | Versenyszám | Pont      | Hely.     | Pont      | Hely.     | Pont       | Hely.      | Pont     | Hely.    | Pont    | Hely.   | Pont       | Helyezés   |
| --------------------------- | ----------- | --------- | --------- | --------- | --------- | ---------- | ---------- | -------- | -------- | ------- | ------- | ---------- | ---------- |
| Pierpaolo Ferrazzi          | Kajak egyes | 99,70     | 17.       | 102,23    | 22.       | 201,93     | 19.        | kiesett  | kiesett  | kiesett | kiesett | kiesett    | kiesett    |
| Andrea Benetti Erik Masoero | Kenu kettes | 116,32    | 11.       | 121,83    | 10.       | 238,15     | 10.        | 106,40   | 5.       | 113,66  | 6.      | 220,06     | 6.         |

Női

| Versenyző                | Versenyszám | Selejtező | Selejtező | Selejtező | Selejtező | Selejtező  | Selejtező  | Elődöntő | Elődöntő | Döntő  | Döntő | Összesítés | Összesítés |
| Versenyző                | Versenyszám | 1. futam  | 1. futam  | 2. futam  | 2. futam  | Összesítés | Összesítés | Elődöntő | Elődöntő | Döntő  | Döntő | Összesítés | Összesítés |
| Versenyző                | Versenyszám | Pont      | Hely.     | Pont      | Hely.     | Pont       | Hely.      | Pont     | Hely.    | Pont   | Hely. | Pont       | Helyezés   |
| ------------------------ | ----------- | --------- | --------- | --------- | --------- | ---------- | ---------- | -------- | -------- | ------ | ----- | ---------- | ---------- |
| Maria Cristina Giai Pron | Kajak egyes | 116,18    | 10.       | 114,59    | 12.       | 230,77     | 13.        | 109,27   | 6.       | 120,09 | 8.    | 229,36     | 8.         |

## Kerékpározás

### Hegyi-kerékpározás
| Versenyző   | Versenyszám        | Idő              | Helyezés      |
| ----------- | ------------------ | ---------------- | ------------- |
| Marco Bui   | Férfi terepverseny | 2:20:45 (+5:43)  | 10.           |
| Yader Zoli  | Férfi terepverseny | 2:31:39 (+16:37) | 35.           |
| Paola Pezzo | Női terepverseny   | nem ért célba    | nem ért célba |

### Országúti kerékpározás
Férfi
| Versenyző        | Versenyszám   | Idő              | Helyezés         |
| ---------------- | ------------- | ---------------- | ---------------- |
| Paolo Bettini    | Mezőnyverseny | 5:41:44          |                  |
| Cristian Moreni  | Mezőnyverseny | 5:44:13 (+2:29)  | 46.              |
| Daniele Nardello | Mezőnyverseny | 5:42:03 (+0:19)  | 38.              |
| Luca Paolini     | Mezőnyverseny | 5:42:03 (+0:19)  | 39.              |
| Filippo Pozzato  | Mezőnyverseny | 5:50:35 (+8:51)  | 67.              |
| Filippo Pozzato  | Időfutam      | nem állt rajthoz | nem állt rajthoz |

Női

| Versenyző        | Versenyszám   | Idő                 | Helyezés |
| ---------------- | ------------- | ------------------- | -------- |
| Giorgia Bronzini | Mezőnyverseny | 3:28:39 (+4:15)     | 37.      |
| Noemi Cantele    | Mezőnyverseny | 3:25:42 (+1:18)     | 13.      |
| Tania Guderzo    | Mezőnyverseny | 3:25:42 (+1:18)     | 26.      |
| Tania Guderzo    | Időfutam      | 34:14,47 (+3:02,94) | 21.      |

### Pálya-kerékpározás
Pontversenyek

| Versenyző      | Versenyszám       | Pont | Helyezés |
| -------------- | ----------------- | ---- | -------- |
| Angelo Ciccone | Férfi pontverseny | 49   | 8.       |
| Vera Carrara   | Női pontverseny   | 8    | 5.       |

## Kosárlabda

### Férfi

#### Eredmények
Csoportkör
A csoport
| Csapat                      | M | Gy | V | P+  | P–  | Pk  | P  |
| --------------------------- | - | -- | - | --- | --- | --- | -- |
| Spanyolország (ESP)         | 5 | 5  | 0 | 405 | 349 | +56 | 10 |
| Olaszország (ITA)           | 5 | 3  | 2 | 371 | 341 | +30 | 8  |
| Argentína (ARG)             | 5 | 3  | 2 | 414 | 396 | +18 | 8  |
| Kína (CHN)                  | 5 | 2  | 3 | 303 | 382 | –79 | 7  |
| Új-Zéland (NZL)             | 5 | 1  | 4 | 399 | 413 | –14 | 6  |
| Szerbia és Montenegró (SCG) | 5 | 1  | 4 | 377 | 388 | –11 | 6  |

| 2004. augusztus 15. 11:15 | Olaszország (ITA)                       | 71–69     | Új-Zéland (NZL) | Helliniko Indoor Arena, Athén Nézőszám: 1100 Játékvezetők: Reynaldo Mercedes Sanchez (DOM), Renato Santos (BRA) |
| 2004. augusztus 15. 11:15 | (25–13, 14–9, 17–24, 15–23) Jegyzőkönyv |           |                 | Helliniko Indoor Arena, Athén Nézőszám: 1100 Játékvezetők: Reynaldo Mercedes Sanchez (DOM), Renato Santos (BRA) |
| 2004. augusztus 15. 11:15 | Basile 16                               | Pont      | Penney 20       | Helliniko Indoor Arena, Athén Nézőszám: 1100 Játékvezetők: Reynaldo Mercedes Sanchez (DOM), Renato Santos (BRA) |
| 2004. augusztus 15. 11:15 | Chiacig 9                               | Lepattanó | Marks 9         | Helliniko Indoor Arena, Athén Nézőszám: 1100 Játékvezetők: Reynaldo Mercedes Sanchez (DOM), Renato Santos (BRA) |
| 2004. augusztus 15. 11:15 | Pozzecco 7                              | Gólpassz  | Cameron 5       | Helliniko Indoor Arena, Athén Nézőszám: 1100 Játékvezetők: Reynaldo Mercedes Sanchez (DOM), Renato Santos (BRA) |

| 2004. augusztus 17. 16:45 | Szerbia és Montenegró (SCG)              | 74–72     | Olaszország (ITA)    | Helliniko Indoor Arena, Athén Nézőszám: 12 500 Játékvezetők: Jose Jeremias Reyes Ronfini (MEX), Corbin Sean (USA) |
| 2004. augusztus 17. 16:45 | (16–17, 20–19, 19–14, 19–22) Jegyzőkönyv |           |                      | Helliniko Indoor Arena, Athén Nézőszám: 12 500 Játékvezetők: Jose Jeremias Reyes Ronfini (MEX), Corbin Sean (USA) |
| 2004. augusztus 17. 16:45 | Rakočević 19                             | Pont      | Bulleri 15           | Helliniko Indoor Arena, Athén Nézőszám: 12 500 Játékvezetők: Jose Jeremias Reyes Ronfini (MEX), Corbin Sean (USA) |
| 2004. augusztus 17. 16:45 | Tomašević 12                             | Lepattanó | Radulovic, Chiacig 5 | Helliniko Indoor Arena, Athén Nézőszám: 12 500 Játékvezetők: Jose Jeremias Reyes Ronfini (MEX), Corbin Sean (USA) |
| 2004. augusztus 17. 16:45 | Tomašević 5                              | Gólpassz  | Bulleri, Pozzecco 2  | Helliniko Indoor Arena, Athén Nézőszám: 12 500 Játékvezetők: Jose Jeremias Reyes Ronfini (MEX), Corbin Sean (USA) |

| 2004. augusztus 19. 11:15 | Olaszország (ITA)                        | 63–71     | Spanyolország (ESP) | Olympic Indoor Hall, Athén Nézőszám: 8950 Játékvezetők: Jose Carrion (PUR), Michael Aylen (AUS) |
| 2004. augusztus 19. 11:15 | (22–17, 11–18, 19–13, 11–23) Jegyzőkönyv |           |                     | Olympic Indoor Hall, Athén Nézőszám: 8950 Játékvezetők: Jose Carrion (PUR), Michael Aylen (AUS) |
| 2004. augusztus 19. 11:15 | Righetti 18                              | Pont      | Garbajosa 17        | Olympic Indoor Hall, Athén Nézőszám: 8950 Játékvezetők: Jose Carrion (PUR), Michael Aylen (AUS) |
| 2004. augusztus 19. 11:15 | Marconato, Chiacig 8                     | Lepattanó | Garbajosa 8         | Olympic Indoor Hall, Athén Nézőszám: 8950 Játékvezetők: Jose Carrion (PUR), Michael Aylen (AUS) |
| 2004. augusztus 19. 11:15 | Basile 3                                 | Gólpassz  | Garbajosa 3         | Olympic Indoor Hall, Athén Nézőszám: 8950 Játékvezetők: Jose Carrion (PUR), Michael Aylen (AUS) |

| 2004. augusztus 21. 16:45 | Kína (CHN)                               | 52–89     | Olaszország (ITA) | Helliniko Indoor Arena, Athén Nézőszám: 7600 Játékvezetők: Lazaros Voreadis (GRE), Jorge Vazquez (PUR) |
| 2004. augusztus 21. 16:45 | (11–22, 15–22, 13–16, 13–29) Jegyzőkönyv |           |                   | Helliniko Indoor Arena, Athén Nézőszám: 7600 Játékvezetők: Lazaros Voreadis (GRE), Jorge Vazquez (PUR) |
| 2004. augusztus 21. 16:45 | Li Nan, Jao Ming 9                       | Pont      | Galanda 22        | Helliniko Indoor Arena, Athén Nézőszám: 7600 Játékvezetők: Lazaros Voreadis (GRE), Jorge Vazquez (PUR) |
| 2004. augusztus 21. 16:45 | Ji Csien-lien 7                          | Lepattanó | Soragna 5         | Helliniko Indoor Arena, Athén Nézőszám: 7600 Játékvezetők: Lazaros Voreadis (GRE), Jorge Vazquez (PUR) |
| 2004. augusztus 21. 16:45 | Jao Ming 2                               | Gólpassz  | Pozzecco 12       | Helliniko Indoor Arena, Athén Nézőszám: 7600 Játékvezetők: Lazaros Voreadis (GRE), Jorge Vazquez (PUR) |

| 2004. augusztus 23. 20:00 | Olaszország (ITA)                        | 76–75     | Argentína (ARG)    | Helliniko Indoor Arena, Athén Nézőszám: 12 000 Játékvezetők: Lazaros Voreadis (GRE), Sean Corbin (USA) |
| 2004. augusztus 23. 20:00 | (13–23, 22–13, 18–18, 23–21) Jegyzőkönyv |           |                    | Helliniko Indoor Arena, Athén Nézőszám: 12 000 Játékvezetők: Lazaros Voreadis (GRE), Sean Corbin (USA) |
| 2004. augusztus 23. 20:00 | Pozzecco 17                              | Pont      | Ginóbili, Scola 19 | Helliniko Indoor Arena, Athén Nézőszám: 12 000 Játékvezetők: Lazaros Voreadis (GRE), Sean Corbin (USA) |
| 2004. augusztus 23. 20:00 | Bulleri 6                                | Lepattanó | Wolkowyski 7       | Helliniko Indoor Arena, Athén Nézőszám: 12 000 Játékvezetők: Lazaros Voreadis (GRE), Sean Corbin (USA) |
| 2004. augusztus 23. 20:00 | Bulleri 4                                | Gólpassz  | Ginóbili 3         | Helliniko Indoor Arena, Athén Nézőszám: 12 000 Játékvezetők: Lazaros Voreadis (GRE), Sean Corbin (USA) |

Negyeddöntő
| 2004. augusztus 26. 20:00 | Olaszország (ITA)                        | 83–70     | Puerto Rico (PUR) | Olympic Indoor Hall, Athén Nézőszám: 14 500 Játékvezetők: Vicente Juan Bulto (ESP), Alejandro Chiti (ARG) |
| 2004. augusztus 26. 20:00 | (23–20, 18–15, 19–17, 23–18) Jegyzőkönyv |           |                   | Olympic Indoor Hall, Athén Nézőszám: 14 500 Játékvezetők: Vicente Juan Bulto (ESP), Alejandro Chiti (ARG) |
| 2004. augusztus 26. 20:00 | Bulleri 20                               | Pont      | Ayuso 24          | Olympic Indoor Hall, Athén Nézőszám: 14 500 Játékvezetők: Vicente Juan Bulto (ESP), Alejandro Chiti (ARG) |
| 2004. augusztus 26. 20:00 | Marconato 12                             | Lepattanó | Ortíz 8           | Olympic Indoor Hall, Athén Nézőszám: 14 500 Játékvezetők: Vicente Juan Bulto (ESP), Alejandro Chiti (ARG) |
| 2004. augusztus 26. 20:00 | Pozzecco 6                               | Gólpassz  | Arroyo 4          | Olympic Indoor Hall, Athén Nézőszám: 14 500 Játékvezetők: Vicente Juan Bulto (ESP), Alejandro Chiti (ARG) |

Elődöntő
| 2004. augusztus 27. 20:00 | Olaszország (ITA)                        | 100–91    | Litvánia (LTU) | Olympic Indoor Hall, Athén Nézőszám: 14 500 Játékvezetők: Reynaldo Mercedes Sanchez (DOM), Jose Carrion (PUR) |
| 2004. augusztus 27. 20:00 | (20–26, 29–17, 24–20, 27–28) Jegyzőkönyv |           |                | Olympic Indoor Hall, Athén Nézőszám: 14 500 Játékvezetők: Reynaldo Mercedes Sanchez (DOM), Jose Carrion (PUR) |
| 2004. augusztus 27. 20:00 | Basile 31                                | Pont      | Macijauskas 26 | Olympic Indoor Hall, Athén Nézőszám: 14 500 Játékvezetők: Reynaldo Mercedes Sanchez (DOM), Jose Carrion (PUR) |
| 2004. augusztus 27. 20:00 | Marconato 9                              | Lepattanó | Šiškauskas 7   | Olympic Indoor Hall, Athén Nézőszám: 14 500 Játékvezetők: Reynaldo Mercedes Sanchez (DOM), Jose Carrion (PUR) |
| 2004. augusztus 27. 20:00 | Marconato, Pozzecco 3                    | Gólpassz  | Jasikevičius 9 | Olympic Indoor Hall, Athén Nézőszám: 14 500 Játékvezetők: Reynaldo Mercedes Sanchez (DOM), Jose Carrion (PUR) |

Döntő
| 2004. augusztus 28. 22:30 | Olaszország (ITA)                        | 69–84     | Argentína (ARG) | Olympic Indoor Hall, Athén Nézőszám: 14 500 Játékvezetők: Renato Santos (BRA), Lazaros Voreadis (GRE) |
| 2004. augusztus 28. 22:30 | (16–23, 25–20, 13–17, 15–24) Jegyzőkönyv |           |                 | Olympic Indoor Hall, Athén Nézőszám: 14 500 Játékvezetők: Renato Santos (BRA), Lazaros Voreadis (GRE) |
| 2004. augusztus 28. 22:30 | Soragna, Pozzecco 12                     | Pont      | Scola 25        | Olympic Indoor Hall, Athén Nézőszám: 14 500 Játékvezetők: Renato Santos (BRA), Lazaros Voreadis (GRE) |
| 2004. augusztus 28. 22:30 | Garri 6                                  | Lepattanó | Scola 11        | Olympic Indoor Hall, Athén Nézőszám: 14 500 Játékvezetők: Renato Santos (BRA), Lazaros Voreadis (GRE) |
| 2004. augusztus 28. 22:30 | Rombaldoni 2                             | Gólpassz  | Ginóbili 6      | Olympic Indoor Hall, Athén Nézőszám: 14 500 Játékvezetők: Renato Santos (BRA), Lazaros Voreadis (GRE) |

| Csapat            | Helyezés |
| ----------------- | -------- |
| Olaszország (ITA) |          |

## Labdarúgás

### Férfi
| #             | Név                | Klub        | Születési idő                    | Mérkőzésszám | Gól     | Sárga lap | sárga lap · 2. sárga lap · kiállítva | kiállítva |
| Kapusok       | Kapusok            | Kapusok     | Kapusok                          | Kapusok      | Kapusok | Kapusok   | Kapusok                              | Kapusok   |
| ------------- | ------------------ | ----------- | -------------------------------- | ------------ | ------- | --------- | ------------------------------------ | --------- |
| 1             | Marco Amelia       | Livorno     | 1982. április 2. (22 évesen)     | 0            | 0       | 0         | 0                                    | 0         |
| 18            | Ivan Pelizzoli     | Roma        | 1980. november 18. (23 évesen)   | 6            | 0       | 1         | 0                                    | 0         |
| Védők         |                    |             |                                  |              |         |           |                                      |           |
| 2             | Giorgio Chiellini  | Livorno     | 1984. augusztus 14. (19 évesen)  | (2)          | 0       | 0         | 0                                    | 0         |
| 3             | Emiliano Moretti   | Valencia    | 1981. június 11. (23 évesen)     | 6            | 0       | 1         | 0                                    | 0         |
| 4             | Matteo Ferrari     | Roma        | 1979. december 5. (24 évesen)    | 6            | 0       | 0         | 0                                    | 0         |
| 5             | Daniele Bonera     | Parma       | 1981. május 31. (23 évesen)      | 5            | 0       | 3         | 0                                    | 0         |
| 13            | Andrea Barzagli    | Palermo     | 1981. május 8. (23 évesen)       | 4            | 0       | 1         | 0                                    | 0         |
| 14            | Cesare Bovo        | Parma       | 1983. január 14. (21 évesen)     | 3            | 1       | 1         | 0                                    | 0         |
| Középpályások |                    |             |                                  |              |         |           |                                      |           |
| 6             | Daniele De Rossi   | Roma        | 1983. július 24. (21 évesen)     | 4            | 1       | 3         | 0                                    | 0         |
| 7             | Giampiero Pinzi    | Udinese     | 1981. március 11. (23 évesen)    | 6            | 1       | 2         | 0                                    | 0         |
| 8             | Angelo Palombo     | Sampdoria   | 1981. szeptember 25. (22 évesen) | 6            | 0       | 1         | 0                                    | 0         |
| 10            | Andrea Pirlo (csk) | AC Milan    | 1979. május 19. (25 évesen)      | 6            | 0       | 1         | 0                                    | 0         |
| 12            | Andrea Gasbarroni  | Palermo     | 1981. augusztus 6. (23 évesen)   | (3)          | 0       | 0         | 0                                    | 0         |
| 15            | Marco Donadel      | Sampdoria   | 1983. április 21. (21 évesen)    | 2(4)         | 0       | 3         | 0                                    | 0         |
| 17            | Giandomenico Mesto | Reggina     | 1982. május 25. (22 évesen)      | (3)          | 0       | 0         | 0                                    | 0         |
| Csatárok      |                    |             |                                  |              |         |           |                                      |           |
| 9             | Alberto Gilardino  | Parma       | 1982. július 5. (22 évesen)      | 6            | 4       | 0         | 0                                    | 0         |
| 11            | Giuseppe Sculli    | Brescia     | 1981. március 23. (23 évesen)    | 5            | 0       | 2         | 0                                    | 0         |
| 16            | Simone Del Nero    | Brescia     | 1981. augusztus 4. (23 évesen)   | 1(5)         | 0       | 0         | 0                                    | 0         |
| Edző          |                    |             |                                  |              |         |           |                                      |           |
|               | Claudio Gentile    | Olaszország | 1953. szeptember 27. (50 évesen) |              |         |           |                                      |           |

- Kor: 2004. augusztus 10-i kora

#### Eredmények
B csoport 
| Csapat            | M | Gy | D | V | Rg | Kg | Gk | P |
| ----------------- | - | -- | - | - | -- | -- | -- | - |
| Paraguay (PAR)    | 3 | 2  | 0 | 1 | 6  | 5  | +1 | 6 |
| Olaszország (ITA) | 3 | 1  | 1 | 1 | 5  | 5  | 0  | 4 |
| Ghána (GHA)       | 3 | 1  | 1 | 1 | 4  | 4  | 0  | 4 |
| Japán (JPN)       | 3 | 1  | 0 | 2 | 6  | 7  | –1 | 3 |

| 2004. augusztus 12. 20:30 |

| Ghána (GHA)             | 2–2               | Olaszország (ITA)       |
| ----------------------- | ----------------- | ----------------------- |
| Pappoe 36' Appiah 45+1' | (2–0) Jegyzőkönyv | Pinzi 49' Gilardino 83' |

| Panthessaliko Stadium, Vólosz Nézőszám: 7 012 Játékvezető: Elizondo (argentin) |

| 2004. augusztus 15. 20:30 |

| Japán (JPN)            | 2–3               | Olaszország (ITA)            |
| ---------------------- | ----------------- | ---------------------------- |
| Abe 21' Takamacu 90+1' | (1–3) Jegyzőkönyv | De Rossi 3' Gilardino 8' 36' |

| Panthessaliko Stadium, Vólosz Nézőszám: 9487 Játékvezető: Larrionda (uruguayi) |

| 2004. augusztus 18. 20:30 |

| Paraguay (PAR) | 1–0               | Olaszország (ITA) |
| -------------- | ----------------- | ----------------- |
| Bareiro 14'    | (1–0) Jegyzőkönyv |                   |

| Karaiskaki Stadium, Pireusz Nézőszám: 24 160 Játékvezető: Larsen (dán) |

Negyeddöntő
| 2004. augusztus 21. 18:00 |

| Mali (MLI) | 0–1 (h. u.)                 | Olaszország (ITA) |
| ---------- | --------------------------- | ----------------- |
|            | (0–0, 0–0, 0–0) Jegyzőkönyv | Bovo 116'         |

| Karaiskaki Stadium, Pireusz Nézőszám: 27 543 Játékvezető: Torres (paraguayi) |

Elődöntő
| 2004. augusztus 24. 18:00 |

| Olaszország (ITA) | 0–3               | Argentína (ARG)                           |
| ----------------- | ----------------- | ----------------------------------------- |
|                   | (0–1) Jegyzőkönyv | Tévez 16' L. González 69' M. González 84' |

| Karaiskaki Stadium, Pireusz Nézőszám: 30 910 Játékvezető: Archundia (mexikói) |

Bronzmérkőzés
| 2004. augusztus 27. 20:30 |

| Olaszország (ITA) | 1–0               | Irak (IRQ) |
| ----------------- | ----------------- | ---------- |
| Gilardino 8'      | (1–0) Jegyzőkönyv |            |

| Kaftanzoglio Stadium, Szaloniki Nézőszám: 5203 Játékvezető: Larrionda (uruguayi) |

| Csapat            | Helyezés |
| ----------------- | -------- |
| Olaszország (ITA) |          |

## Lovaglás
Díjugratás

| Versenyző                                                           | Ló                                                 | Versenyszám | Selejtező | Selejtező | Selejtező | Selejtező | Selejtező | Selejtező | Selejtező | Selejtező | Döntő   | Döntő   | Döntő         | Döntő         | Végeredmény | Végeredmény |
| Versenyző                                                           | Ló                                                 | Versenyszám | 1. kör    | 1. kör    | 2. kör    | 2. kör    | 2. kör    | 3. kör    | 3. kör    | 3. kör    | 1. kör  | 1. kör  | 2. kör        | 2. kör        | Végeredmény | Végeredmény |
| Versenyző                                                           | Ló                                                 | Versenyszám | Bünt.     | Hely.     | Bünt.     | Össz.     | Hely.     | Bünt.     | Össz.     | Hely.     | Bünt.   | Hely.   | Bünt.         | Hely.         | Bünt.       | Helyezés    |
| ------------------------------------------------------------------- | -------------------------------------------------- | ----------- | --------- | --------- | --------- | --------- | --------- | --------- | --------- | --------- | ------- | ------- | ------------- | ------------- | ----------- | ----------- |
| Roberto Arioldi                                                     | Dime De La Cour                                    | Egyéni      | 17        | 69.       | 10        | 27        | 57.       | 21        | 48        | 54.       | kiesett | kiesett | kiesett       | kiesett       | kiesett     | kiesett     |
| Bruno Chimirri                                                      | Landknecht                                         | Egyéni      | 5         | 29.       | 8         | 13        | 32.       | 5         | 18        | 26.       | 6       | 10.     | 17            | 19.           | 23          | 19.         |
| Vincenzo Chimirri                                                   | Defi Platiere                                      | Egyéni      | 8         | 45.       | 12        | 20        | 44.       | 12        | 32        | 44.       | 8       | 24.     | nem ért célba | nem ért célba | kiesett     | kiesett     |
| Juan Carlos García                                                  | Albin III                                          | Egyéni      | 0         | 1.        | 1         | 1         | 2.        | 8         | 9         | 8.        | 8       | 11.     | 12            | 12.           | 20          | 16.         |
| Roberto Arioldi Bruno Chimirri Vincenzo Chimirri Juan Carlos García | Dime De La Cour Landknecht Defi Platiere Albin III | Csapat      |           |           |           |           |           |           |           |           | 19      | 8.      | 25            | 9.            | 44          | 7.          |

Lovastusa

| Versenyző                                                       | Ló                                  | Versenyszám | Díjlovaglás | Díjlovaglás | Tereplovaglás | Tereplovaglás | Tereplovaglás | Díjugratás | Díjugratás | Díjugratás | Díjugratás | Végeredmény | Végeredmény |
| Versenyző                                                       | Ló                                  | Versenyszám | Díjlovaglás | Díjlovaglás | Tereplovaglás | Tereplovaglás | Tereplovaglás | 1. kör     | 1. kör     | 2. kör     | 2. kör     | Végeredmény | Végeredmény |
| Versenyző                                                       | Ló                                  | Versenyszám | Bünt.       | Hely.       | Bünt.         | Hely.         | Össz.         | Bünt.      | Hely.      | Bünt.      | Hely.      | Bünt.       | Helyezés    |
| --------------------------------------------------------------- | ----------------------------------- | ----------- | ----------- | ----------- | ------------- | ------------- | ------------- | ---------- | ---------- | ---------- | ---------- | ----------- | ----------- |
| Susanna Bordone                                                 | Ava                                 | Egyéni      | 62,8        | 48.         | 47,2          | 59.           | 60.           | 15         | 54.        | kiesett    | kiesett    | 125,0       | 56.         |
| Stefano Brecciaroli                                             | Cappa Hill                          | Egyéni      | 66,8        | 60.*        | 13,2          | 44.           | 44.*          | 0          | 1.         | kiesett    | kiesett    | 80,0        | 35.         |
| Fabio Magni                                                     | Vent D'Arade                        | Egyéni      | 64,4        | 55.         | 24,4          | 52.*          | 54.           | 12         | 39.        | kiesett    | kiesett    | 100,8       | 48.         |
| Giovanni Menchi                                                 | Hunefer                             | Egyéni      | 72,4        | 68.         | 4,0           | 30.*          | 41.           | 0          | 1.         | 12         | 21.        | 88,4        | 24.         |
| Susanna Bordone Stefano Brecciaroli Fabio Magni Giovanni Menchi | Ava Cappa Hill Vent D'Arade Hunefer | Csapat      | 194,0       | 13.         | 41,6          | 10.           | 11.           | 12         | 4.*        |            |            | 257,2       | 10.         |

* - egy másik versenyzővel/csapattal azonos eredményt ért el

## Műugrás
Férfi

| Versenyző              | Versenyszám        | Selejtező | Selejtező | Elődöntő | Elődöntő | Döntő   | Döntő    |
| Versenyző              | Versenyszám        | Pont      | Helyezés  | Pont     | Helyezés | Pont    | Helyezés |
| ---------------------- | ------------------ | --------- | --------- | -------- | -------- | ------- | -------- |
| Nicola Marconi         | Egyéni műugrás     | 384,63    | 20.       | kiesett  | kiesett  | kiesett | kiesett  |
| Tommaso Marconi        | Egyéni műugrás     | 378,72    | 24.       | kiesett  | kiesett  | kiesett | kiesett  |
| Francesco Dell’Uomo    | Egyéni toronyugrás | 426,12    | 14.       | 610,41   | 12.      | 628,77  | 9.       |
| Massimiliano Mazzucchi | Egyéni toronyugrás | 405,18    | 20.       | kiesett  | kiesett  | kiesett | kiesett  |

Női

| Versenyző          | Versenyszám        | Selejtező | Selejtező | Elődöntő | Elődöntő | Döntő   | Döntő    |
| Versenyző          | Versenyszám        | Pont      | Helyezés  | Pont     | Helyezés | Pont    | Helyezés |
| ------------------ | ------------------ | --------- | --------- | -------- | -------- | ------- | -------- |
| Tania Cagnotto     | Egyéni műugrás     | 298,77    | 10.       | 529,92   | 9.       | 550,38  | 8.       |
| Tania Cagnotto     | Egyéni toronyugrás | 339,15    | 8.        | 526,44   | 7.       | 518,67  | 8.       |
| Valentina Marocchi | Egyéni toronyugrás | 221,85    | 32.       | kiesett  | kiesett  | kiesett | kiesett  |
| Valentina Marocchi | Egyéni műugrás     | 243,45    | 23.       | kiesett  | kiesett  | kiesett | kiesett  |

## Ökölvívás
| Versenyző          | Versenyszám     | Selejtező                  | Nyolcaddöntő                      | Negyeddöntő                     | Elődöntő                          | Döntő             | Helyezés |
| Versenyző          | Versenyszám     | Ellenfél Eredmény          | Ellenfél Eredmény                 | Ellenfél Eredmény               | Ellenfél Eredmény                 | Ellenfél Eredmény | Helyezés |
| ------------------ | --------------- | -------------------------- | --------------------------------- | ------------------------------- | --------------------------------- | ----------------- | -------- |
| Alfonso Pinto      | Papírsúly       | Effiong Okon (NGR) · RSC   | Carlos Tamara (COL) · 49-35       | Atagün Yalçınkaya (TUR) · 24-33 | kiesett                           | kiesett           | 5.       |
| Domenico Valentino | Könnyűsúly      |                            | Mohammad Áseri (IRI) · 37-18      | Szerik Jeleuov (KAZ) · 23-29    | kiesett                           | kiesett           | 5.       |
| Michele Di Rocco   | Kisváltósúly    | Patriz López (VEN) · 37-30 | Anoushirvan Nourian (AUS) · 33-25 | Ionuț Gheorghe (ROU) · 18-29    | kiesett                           | kiesett           | 5.       |
| Clemente Russo     | Félnehézsúly    |                            | Andre Ward (USA) · 9-17           | kiesett                         | kiesett                           | kiesett           | 9.       |
| Daniel Betti       | Nehézsúly       |                            | Viktar Zujev (BLR) · RSC          | kiesett                         | kiesett                           | kiesett           | 9.       |
| Roberto Cammarelle | Szupernehézsúly |                            | Gbenga Oluokun (NGR) · 29-13      | Olekszij Mazikin (UKR) · 23-21  | Alekszandr Povetkin (RUS) · 19-31 | kiesett           |          |

RSC - a játékvezető megállította a mérkőzést

## Öttusa
| Versenyző         | Versenyszám | Lövészet | Lövészet | Lövészet | Vívás    | Vívás | Vívás  | Úszás   | Úszás | Úszás | Lovaglás | Lovaglás | Lovaglás | Lovaglás | Futás    | Futás | Futás | Összesen    | Összesen |
| Versenyző         | Versenyszám | Pontszám | Pont     | Hely.    | Eredmény | Pont  | Hely.  | Idő     | Pont  | Hely. | Idő      | Hibapont | Pont     | Hely.    | Idő      | Pont  | Hely. | Összes pont | Helyezés |
| ----------------- | ----------- | -------- | -------- | -------- | -------- | ----- | ------ | ------- | ----- | ----- | -------- | -------- | -------- | -------- | -------- | ----- | ----- | ----------- | -------- |
| Enrico Dell'Amore | Férfi       | 179      | 1054     | 12.      | 18-13    | 888   | 6.**** | 2:16,63 | 1164  | 31.   | 1:46,04  | 440      | 760      | 30.      | 9:55,01  | 1020  | 12.   | 4916        | 26.      |
| Andrea Valentini  | Férfi       | 169      | 964      | 27.      | 19-12    | 916   | 2.***  | 2:18,34 | 1140  | 32.   | 1:19,46  | 124      | 1068     | 16.      | 10:01,25 | 996   | 16.   | 5084        | 19.      |
| Claudia Corsini   | Női         | 169      | 964      | 21.      | 21-10    | 972   | 2.*    | 2:20,56 | 1236  | 11.   | 1:13,16  | 84       | 1116     | 13.      | 11:11,65 | 1036  | 12.   | 5324        | 4.       |
| Federica Foghetti | Női         | 167      | 940      | 24.      | 15-16    | 804   | 16.**  | 2:25,81 | 1172  | 17.   | 0:00,00  | 892      | 308      | 32.***** | 11:19,11 | 1004  | 17.   | 4228        | 32.      |

* - egy másik versenyzővel azonos eredményt ért el

** - két másik versenyzővel azonos eredményt ért el

*** - három másik versenyzővel azonos eredményt ért el

**** - négy másik versenyzővel azonos eredményt ért el

***** - nem ért célba

## Röplabda

### Férfi
| #    | Név                 | Klub                    | Kor                              | Magasság |
| ---- | ------------------- | ----------------------- | -------------------------------- | -------- |
| 1    | Luigi Mastrangelo   | AS Volley Lube Macerata | 1975. augusztus 17. (28 évesen)  | 202 cm   |
| 5    | Valerio Vermiglio   | Sisley Volley Treviso   | 1976. március 1. (28 évesen)     | 190 cm   |
| 6    | Samuele Papi        | Sisley Volley Treviso   | 1973. május 20. (31 évesen)      | 190 cm   |
| 7    | Andrea Sartoretti   | Iats Diatec Trentino    | 1971. június 19. (33 évesen)     | 194 cm   |
| 8    | Alberto Cisolla     | Sisley Volley Treviso   | 1977. október 10. (26 évesen)    | 197 cm   |
| 11   | Ventzislav Simeonov | Pallavolo Padova        | 1977. február 3. (27 évesen)     | 200 cm   |
| 12   | Damiano Pippi       | Pallavolo Modena        | 1971. augusztus 23. (32 évesen)  | 193 cm   |
| 13   | Andrea Giani        | Pallavolo Modena        | 1970. április 22. (34 évesen)    | 196 cm   |
| 14   | Alessandro Fei      | Sisley Volley Treviso   | 1978. november 29. (25 évesen)   | 204 cm   |
| 15   | Paolo Tofoli        | Iats Diatec Trentino    | 1966. augusztus 14. (37 évesen)  | 188 cm   |
| 17   | Paolo Cozzi         | Pallavolo Modena        | 1980. május 26. (24 évesen)      | 200 cm   |
| 18   | Matej Cernic        | Pallavolo Modena        | 1978. szeptember 13. (25 évesen) | 192 cm   |
| Edző |                     |                         |                                  |          |
|      | Gianpaolo Montali   |                         |                                  |          |

- Kor: 2004. augusztus 12-i kora

#### Eredmények
Csoportkör
B csoport
|                        |      | Mérkőzések | Mérkőzések | Szettek | Szettek | Szettek | Pontok | Pontok | Pontok |
| Csapat                 | Pont | Gy         | V          | Sz+     | Sz–     | SzA     | P+     | P–     | PA     |
| ---------------------- | ---- | ---------- | ---------- | ------- | ------- | ------- | ------ | ------ | ------ |
| Brazília (BRA)         | 9    | 4          | 1          | 13      | 7       | 1,857   | 483    | 431    | 1,121  |
| Olaszország (ITA)      | 8    | 3          | 2          | 13      | 7       | 1,857   | 465    | 434    | 1,071  |
| Egyesült Államok (USA) | 8    | 3          | 2          | 11      | 8       | 1,375   | 437    | 423    | 1,033  |
| Oroszország (RUS)      | 8    | 3          | 2          | 11      | 9       | 1,222   | 452    | 430    | 1,051  |
| Hollandia (NED)        | 7    | 2          | 3          | 7       | 11      | 0,636   | 391    | 419    | 0,933  |
| Ausztrália (AUS)       | 5    | 0          | 5          | 2       | 15      | 0,133   | 331    | 422    | 0,784  |

| 2004. augusztus 15. 21:30 | Olaszország (ITA)                        | 3–1 | Egyesült Államok (USA) | Béke és Barátság stadion, Pireusz Nézőszám: 5630 Játékvezető: Kun-Tae Kim (KOR), Juan Pereyra (ARG) |
| 2004. augusztus 15. 21:30 | (25–21, 21–25, 25–17, 25–23) Jegyzőkönyv |     |                        | Béke és Barátság stadion, Pireusz Nézőszám: 5630 Játékvezető: Kun-Tae Kim (KOR), Juan Pereyra (ARG) |

| 2004. augusztus 17. 21:45 | Brazília (BRA)                                  | 3–2 | Olaszország (ITA) | Béke és Barátság stadion, Pireusz Nézőszám: 6500 Játékvezető: Ning Wang (CHN), Kun-Tae Kim (KOR) |
| 2004. augusztus 17. 21:45 | (25–21, 15–25, 25–16, 21–25, 33–31) Jegyzőkönyv |     |                   | Béke és Barátság stadion, Pireusz Nézőszám: 6500 Játékvezető: Ning Wang (CHN), Kun-Tae Kim (KOR) |

| 2004. augusztus 19. 09:00 | Olaszország (ITA)                 | 3–0 | Ausztrália (AUS) | Béke és Barátság stadion, Pireusz Nézőszám: 2950 Játékvezető: Ibrahim Al-Naama (QAT), Juan Pereyra (ARG) |
| 2004. augusztus 19. 09:00 | (25–20, 25–18, 25–21) Jegyzőkönyv |     |                  | Béke és Barátság stadion, Pireusz Nézőszám: 2950 Játékvezető: Ibrahim Al-Naama (QAT), Juan Pereyra (ARG) |

| 2004. augusztus 21. 11:20 | Olaszország (ITA)                 | 3–0 | Hollandia (NED) | Béke és Barátság stadion, Pireusz Nézőszám: 6200 Játékvezető: Patrick Rachard (FRA), Hóbor Béla (HUN) |
| 2004. augusztus 21. 11:20 | (25–19, 25–21, 25–20) Jegyzőkönyv |     |                 | Béke és Barátság stadion, Pireusz Nézőszám: 6200 Játékvezető: Patrick Rachard (FRA), Hóbor Béla (HUN) |

| 2004. augusztus 23. 11:15 | Oroszország (RUS)                               | 3–2 | Olaszország (ITA) | Béke és Barátság stadion, Pireusz Nézőszám: 4134 Játékvezető: Frank Leuthaeusser (GER), Patrick Rachard (FRA) |
| 2004. augusztus 23. 11:15 | (25–16, 25–22, 22–25, 23–25, 15–13) Jegyzőkönyv |     |                   | Béke és Barátság stadion, Pireusz Nézőszám: 4134 Játékvezető: Frank Leuthaeusser (GER), Patrick Rachard (FRA) |

Negyeddöntő
| 2004. augusztus 25. 16:30 | Argentína (ARG)                          | 1–3 | Olaszország (ITA) | Béke és Barátság stadion, Pireusz Nézőszám: 8100 Játékvezető: Hiroyuki Ito (JPN), Ibrahim Al-Naama (QAT) |
| 2004. augusztus 25. 16:30 | (25–22, 22–25, 24–26, 26–28) Jegyzőkönyv |     |                   | Béke és Barátság stadion, Pireusz Nézőszám: 8100 Játékvezető: Hiroyuki Ito (JPN), Ibrahim Al-Naama (QAT) |

Elődöntő
| 2004. augusztus 27. 19:30 | Oroszország (RUS)                 | 0–3 | Olaszország (ITA) | Béke és Barátság stadion, Pireusz Nézőszám: 9380 Játékvezető: Hóbor Béla (HUN), Patrick Rachard (FRA) |
| 2004. augusztus 27. 19:30 | (16–25, 17–25, 16–25) Jegyzőkönyv |     |                   | Béke és Barátság stadion, Pireusz Nézőszám: 9380 Játékvezető: Hóbor Béla (HUN), Patrick Rachard (FRA) |

Döntő
| 2004. augusztus 29. 14:30 | Olaszország (ITA)                        | 1–3 | Brazília (BRA) | Béke és Barátság stadion, Pireusz Nézőszám: 9350 Játékvezető: Hiroyuki Ito (JPN), Ning Wang (CHN) |
| 2004. augusztus 29. 14:30 | (15–25, 26–24, 20–25, 22–25) Jegyzőkönyv |     |                | Béke és Barátság stadion, Pireusz Nézőszám: 9350 Játékvezető: Hiroyuki Ito (JPN), Ning Wang (CHN) |

| Csapat            | Helyezés |
| ----------------- | -------- |
| Olaszország (ITA) |          |

### Női
| #    | Név                 | Klub                      | Kor                             | Magasság |
| ---- | ------------------- | ------------------------- | ------------------------------- | -------- |
| 2    | Simona Rinieri      | RC Cannes                 | 1977. szeptember 1. (26 évesen) | 190 cm   |
| 3    | Elisa Togut         | Giannino Pieralisi Volley | 1978. május 14. (26 évesen)     | 193 cm   |
| 4    | Manuela Leggeri     | Giannino Pieralisi Volley | 1976. május 9. (28 évesen)      | 183 cm   |
| 8    | Jenny Barazza       | Bergamo                   | 1981. június 24. (23 évesen)    | 188 cm   |
| 9    | Nadia Centoni       | Robursport                | 1981. június 19. (23 évesen)    | 185 cm   |
| 10   | Paola Paggi         | Bergamo                   | 1976. december 6. (27 évesen)   | 182 cm   |
| 12   | Francesca Piccinini | Bergamo                   | 1979. január 10. (25 évesen)    | 184 cm   |
| 13   | Manuela Secolo      | Bergamo                   | 1977. február 22. (27 évesen)   | 180 cm   |
| 14   | Eleonora Lo Bianco  | Giannino Pieralisi Volley | 1979. december 22. (24 évesen)  | 173 cm   |
| 15   | Antonella Del Core  | Robursport                | 1980. november 5. (23 évesen)   | 180 cm   |
| 16   | Francesca Ferretti  | Modena                    | 1984. február 15. (20 évesen)   | 180 cm   |
| 17   | Paola Cardullo      | Asystel Volley            | 1982. március 18. (22 évesen)   | 163 cm   |
| Edző |                     |                           |                                 |          |
|      | Marco Bonitta       |                           |                                 |          |

- Kor: 2004. augusztus 12-i kora

#### Eredmények
Csoportkör
A csoport
|                   |      | Mérkőzések | Mérkőzések | Szettek | Szettek | Szettek | Pontok | Pontok | Pontok |
| Csapat            | Pont | Gy         | V          | Sz+     | Sz–     | SzA     | P+     | P–     | PA     |
| ----------------- | ---- | ---------- | ---------- | ------- | ------- | ------- | ------ | ------ | ------ |
| Brazília (BRA)    | 10   | 5          | 0          | 15      | 2       | 7,500   | 410    | 326    | 1,258  |
| Olaszország (ITA) | 9    | 4          | 1          | 14      | 3       | 4,667   | 392    | 305    | 1,285  |
| Dél-Korea (KOR)   | 8    | 3          | 2          | 9       | 7       | 1,286   | 355    | 352    | 1,009  |
| Japán (JPN)       | 7    | 2          | 3          | 6       | 10      | 0,600   | 346    | 343    | 1,009  |
| Görögország (GRE) | 6    | 1          | 4          | 5       | 12      | 0,417   | 349    | 383    | 0,911  |
| Kenya (KEN)       | 5    | 0          | 5          | 0       | 15      | 0,000   | 236    | 379    | 0,623  |

| 2004. augusztus 14. 19:30 | Dél-Korea (KOR)                   | 0–3 | Olaszország (ITA) | Béke és Barátság stadion, Pireusz Nézőszám: 2200 Játékvezető: Fernando Nava (MEX), Francisco Medina Guzman (CUB) |
| 2004. augusztus 14. 19:30 | (17–25, 13–25, 19–25) Jegyzőkönyv |     |                   | Béke és Barátság stadion, Pireusz Nézőszám: 2200 Játékvezető: Fernando Nava (MEX), Francisco Medina Guzman (CUB) |

| 2004. augusztus 16. 14:00 | Olaszország (ITA)                 | 3–0 | Japán (JPN) | Béke és Barátság stadion, Pireusz Nézőszám: 2800 Játékvezető: Mahmoud Abdel Magid (EGY), Fernando Nava (MEX) |
| 2004. augusztus 16. 14:00 | (25–16, 25–13, 25–17) Jegyzőkönyv |     |             | Béke és Barátság stadion, Pireusz Nézőszám: 2800 Játékvezető: Mahmoud Abdel Magid (EGY), Fernando Nava (MEX) |

| 2004. augusztus 18. 21:30 | Brazília (BRA)                                  | 3–2 | Olaszország (ITA) | Béke és Barátság stadion, Pireusz Nézőszám: 5300 Játékvezető: Patricia Salvatore (USA), Kun-Tae Kim (KOR) |
| 2004. augusztus 18. 21:30 | (19–25, 25–13, 22–25, 25–16, 15–13) Jegyzőkönyv |     |                   | Béke és Barátság stadion, Pireusz Nézőszám: 5300 Játékvezető: Patricia Salvatore (USA), Kun-Tae Kim (KOR) |

| 2004. augusztus 20. 19:30 | Kenya (KEN)                       | 0–3 | Olaszország (ITA) | Béke és Barátság stadion, Pireusz Nézőszám: 4290 Játékvezető: Francisco Medina Guzman (CUB), Patricia Salvatore (USA) |
| 2004. augusztus 20. 19:30 | (17–25, 13–25, 14–25) Jegyzőkönyv |     |                   | Béke és Barátság stadion, Pireusz Nézőszám: 4290 Játékvezető: Francisco Medina Guzman (CUB), Patricia Salvatore (USA) |

| 2004. augusztus 22. 16:00 | Olaszország (ITA)                 | 3–0 | Görögország (GRE) | Béke és Barátság stadion, Pireusz Nézőszám: 9392 Játékvezető: Jarmo Salonen (FIN), Patrick Rachard (FRA) |
| 2004. augusztus 22. 16:00 | (25–19, 25–19, 25–22) Jegyzőkönyv |     |                   | Béke és Barátság stadion, Pireusz Nézőszám: 9392 Játékvezető: Jarmo Salonen (FIN), Patrick Rachard (FRA) |

Negyeddöntő
| 2004. augusztus 24. 19:30 | Olaszország (ITA)                               | 3–2 | Kuba (CUB) | Béke és Barátság stadion, Pireusz Nézőszám: 7680 Játékvezető: Juan Angel Pereyra (ARG), Mahmoud Abdel Magid (EGY) |
| 2004. augusztus 24. 19:30 | (23–25, 25–14, 25–22, 14–25, 12–15) Jegyzőkönyv |     |            | Béke és Barátság stadion, Pireusz Nézőszám: 7680 Játékvezető: Juan Angel Pereyra (ARG), Mahmoud Abdel Magid (EGY) |

| Csapat            | Helyezés |
| ----------------- | -------- |
| Olaszország (ITA) | 5.       |

### Strandröplabda

#### Női
| Versenyző                         | Csoportkör | Csoportkör | Nyolcaddöntő                                                          | Negyeddöntő                                                              | Elődöntő          | Döntő             | Helyezés |
| Versenyző                         | Ellenfél Eredmény | Hely.      | Ellenfél Eredmény                                                     | Ellenfél Eredmény                                                        | Ellenfél Eredmény | Ellenfél Eredmény | Helyezés |
| --------------------------------- | --- | ---------- | --------------------------------------------------------------------- | ------------------------------------------------------------------------ | ----------------- | ----------------- | -------- |
| Daniela Gattelli Lucilla Perrotta | B csoport · Kuba (CUB) · Dalixia Fernandez · Tamara Larrea · 17-21, 21-18, 10-15 · Brazília (BRA) · Shelda Bede · Adriana Behar · 17-21, 17-21 · Dél-afrikai Köztársaság (RSA) · Leigh-Ann Naidoo · Julia Willand · 21-18, 21-14 | 3.         | Németország (GER) · Susanne Lahme · Danja Musch · 16-21, 21-17, 21-19 | Ausztrália (AUS) · Natalie Cook · Nicole Sanderson · 16-21, 21-14, 12-15 | kiesett           | kiesett           | 5.       |

## Softball
- Natalie Anter
- Samanta Bardini
- Susan Bugliarello
- Daniela Castellani
- Natalia Cimin
- Sabrina Del Mastio
- Nicole Di Salvio
- Francesca Francolini
- Marta Gambella
- Leslie Malerich
- Ilaria Pino
- Jennifer Spediacci
- Eva Trevisan
- Annalisa Turci
- Stefania Vitaliani

### Eredmények
Csoportkör
| Csapat           | M | Gy | V | P+ | P– | Pk  |
| ---------------- | - | -- | - | -- | -- | --- |
| Egyesült Államok | 7 | 7  | 0 | 41 | 0  | +41 |
| Ausztrália       | 7 | 6  | 1 | 22 | 14 | +8  |
| Japán            | 7 | 4  | 3 | 17 | 8  | +9  |
| Kína             | 7 | 3  | 4 | 15 | 20 | –5  |
| Kanada           | 7 | 3  | 4 | 6  | 14 | –8  |
| Tajvan           | 7 | 2  | 5 | 3  | 13 | –10 |
| Görögország      | 7 | 2  | 5 | 6  | 24 | –18 |
| Olaszország      | 7 | 1  | 6 | 8  | 25 | –17 |

| 2004. augusztus 14. 12:00 |  | Olaszország (ITA) | 0–7 | Egyesült Államok |  |  |
| 2004. augusztus 14. 12:00 |  |                   |     |                  |  |  |

| 2004. augusztus 15. 12:00 |  | Olaszország (ITA) | 7–5 | Kína |  |  |
| 2004. augusztus 15. 12:00 |  |                   |     |      |  |  |

| 2004. augusztus 16. 17:00 |  | Olaszország (ITA) | 1–2 | Görögország |  |  |
| 2004. augusztus 16. 17:00 |  |                   |     |             |  |  |

| 2004. augusztus 17. 19:30 |  | Ausztrália (AUS) | 8–0 | Olaszország |  |  |
| 2004. augusztus 17. 19:30 |  |                  |     |             |  |  |

| 2004. augusztus 18. 9:30 |  | Olaszország (ITA) | 0–1 | Tajvan |  |  |
| 2004. augusztus 18. 9:30 |  |                   |     |        |  |  |

| 2004. augusztus 19. 17:00 |  | Olaszország (ITA) | 0–1 | Japán |  |  |
| 2004. augusztus 19. 17:00 |  |                   |     |       |  |  |

| 2004. augusztus 20. 9:30 |  | Olaszország (ITA) | 0–1 | Kanada |  |  |
| 2004. augusztus 20. 9:30 |  |                   |     |        |  |  |

| Csapat      | Helyezés |
| ----------- | -------- |
| Olaszország | 8.       |

## Sportlövészet
Férfi

| Versenyző         | Versenyszám           | Selejtező | Selejtező | Döntő   | Döntő    |
| Versenyző         | Versenyszám           | Pont      | Helyezés  | Pont    | Helyezés |
| ----------------- | --------------------- | --------- | --------- | ------- | -------- |
| Francesco Bruno   | Légpisztoly           | 578       | 17.**     | kiesett | kiesett  |
| Francesco Bruno   | Szabadpisztoly        | 556       | 12.**     | kiesett | kiesett  |
| Vigilio Fait      | Szabadpisztoly        | 556       | 12.**     | kiesett | kiesett  |
| Vigilio Fait      | Légpisztoly           | 576       | 23.**     | kiesett | kiesett  |
| Marco De Nicolo   | Légpuska              | 590       | 24.***    | kiesett | kiesett  |
| Marco De Nicolo   | Sportpuska, fekvő     | 595       | 6.**      | 699,7   | 5.       |
| Marco De Nicolo   | Sportpuska, összetett | 1148      | 31.*      | kiesett | kiesett  |
| Giovanni Pellielo | Trap                  | 122       | 2.*       | 146     |          |
| Marco Venturini   | Trap                  | 112       | 27.**     | kiesett | kiesett  |
| Marco Innocenti   | Dupla trap            | 127       | 17.*      | kiesett | kiesett  |
| Daniele Di Spigno | Dupla trap            | 134       | 7.        | kiesett | kiesett  |
| Andrea Benelli    | Skeet                 | 124       | 2.        | 149     |          |
| Ennio Falco       | Skeet                 | 119       | 21.****   | kiesett | kiesett  |

Női

| Versenyző          | Versenyszám           | Selejtező | Selejtező | Döntő   | Döntő    |
| Versenyző          | Versenyszám           | Pont      | Helyezés  | Pont    | Helyezés |
| ------------------ | --------------------- | --------- | --------- | ------- | -------- |
| Sabrina Sena       | Légpuska              | 390       | 32.       | kiesett | kiesett  |
| Valentina Turisini | Légpuska              | 395       | 12.*      | kiesett | kiesett  |
| Valentina Turisini | Sportpuska, összetett | 585       | 3.        | 685,9   |          |
| Roberta Pelosi     | Trap                  | 58        | 9.**      | kiesett | kiesett  |
| Chiara Cainero     | Skeet                 | 67        | 8.        | kiesett | kiesett  |

* - egy másik versenyzővel azonos eredményt ért el

** - két másik versenyzővel azonos eredményt ért el

*** - négy másik versenyzővel azonos eredményt ért el

**** - hét másik versenyzővel azonos eredményt ért el

## Szinkronúszás
| Versenyző | Versenyszám | Technikai gyakorlat | Technikai gyakorlat | Selejtező        | Selejtező        | Selejtező  | Selejtező  | Döntő            | Döntő            | Döntő      | Döntő      | Helyezés |
| Versenyző | Versenyszám | Technikai gyakorlat | Technikai gyakorlat | Szabad gyakorlat | Szabad gyakorlat | Összesítés | Összesítés | Szabad gyakorlat | Szabad gyakorlat | Összesítés | Összesítés | Helyezés |
| Versenyző | Versenyszám | Pont                | Hely.               | Pont             | Hely.            | Pont       | Hely.      | Pont             | Hely.            | Pont       | Hely.      | Helyezés |
| --- | ----------- | ------------------- | ------------------- | ---------------- | ---------------- | ---------- | ---------- | ---------------- | ---------------- | ---------- | ---------- | -------- |
| Beatrice Spaziani Lorena Zaffalon | Páros       | 46,500              | 8.                  | 46,917           | 7.               | 93,417     | 7.         | 46,750           | 8.               | 93,250     | 8.         | 8.       |
| Monica Cirulli Costanza Fiorentini Joey Paccagnella Elisa Plaisant Sara Savoia Beatrice Spaziani Federica Stefanelli Lorena Zaffalon Laura Zanazza | Csapat      | 46,834              | 7.                  |                  |                  |            |            | 47,250           | 7.               | 94,084     | 7.         | 7.       |

## Taekwondo
Férfi

| Versenyző      | Versenyszám | Nyolcaddöntő          | Negyeddöntő       | Elődöntő          | Vigaszág első kör          | Vigaszág elődöntő | Bronz- mérkőzés   | Döntő             | Helyezés |
| Versenyző      | Versenyszám | Ellenfél Eredmény     | Ellenfél Eredmény | Ellenfél Eredmény | Ellenfél Eredmény          | Ellenfél Eredmény | Ellenfél Eredmény | Ellenfél Eredmény | Helyezés |
| -------------- | ----------- | --------------------- | ----------------- | ----------------- | -------------------------- | ----------------- | ----------------- | ----------------- | -------- |
| Carlo Molfetta | Pehelysúly  | Hádi Szái (IRI) · RSC |                   |                   | Diogo da Silva (BRA) · WDR | kiesett           | kiesett           |                   | 7.       |

Női

| Versenyző           | Versenyszám | Nyolcaddöntő                | Negyeddöntő                    | Elődöntő          | Vigaszág első kör               | Vigaszág elődöntő             | Bronz- mérkőzés   | Döntő             | Helyezés |
| Versenyző           | Versenyszám | Ellenfél Eredmény           | Ellenfél Eredmény              | Ellenfél Eredmény | Ellenfél Eredmény               | Ellenfél Eredmény             | Ellenfél Eredmény | Ellenfél Eredmény | Helyezés |
| ------------------- | ----------- | --------------------------- | ------------------------------ | ----------------- | ------------------------------- | ----------------------------- | ----------------- | ----------------- | -------- |
| Cristiana Corsi     | Pehelysúly  | Gwladys Epangue (FRA) · 2-0 | Nia Abdallah (USA) · 2-3       |                   | Margarita Mkrticsan (RUS) · 5-2 | Iridia Salazar (MEX) · 2-3    | kiesett           |                   | 5.       |
| Daniela Castrignano | Nehézsúly   | Munja Búrgíg (MAR) · 6-4    | Myriam Baverel (FRA) · 8-8 SUP |                   | Dominique Bosshart (CAN) · 6-3  | Natália Falavigna (BRA) · 3-6 | kiesett           |                   | 5.       |

RSC - a játékvezető megállította a mérkőzést

WDR - visszalépett

SUP - döntő fölény

## Tenisz
Férfi

| Versenyző        | Versenyszám | 64-es főtábla                    | 32-es főtábla     | Nyolcaddöntő      | Negyeddöntő       | Elődöntő          | Bronz- mérkőzés   | Döntő             | Helyezés |
| Versenyző        | Versenyszám | Ellenfél Eredmény                | Ellenfél Eredmény | Ellenfél Eredmény | Ellenfél Eredmény | Ellenfél Eredmény | Ellenfél Eredmény | Ellenfél Eredmény | Helyezés |
| ---------------- | ----------- | -------------------------------- | ----------------- | ----------------- | ----------------- | ----------------- | ----------------- | ----------------- | -------- |
| Filippo Volandri | Egyes       | Fabrice Santoro (FRA) · 1-6, 2-6 | kiesett           | kiesett           | kiesett           | kiesett           | kiesett           | kiesett           | 33.      |

Női

| Versenyző                              | Versenyszám | 64-es főtábla                             | 32-es főtábla                                                    | Nyolcaddöntő                                                                | Negyeddöntő                            | Elődöntő          | Bronz- mérkőzés   | Döntő             | Helyezés |
| Versenyző                              | Versenyszám | Ellenfél Eredmény                         | Ellenfél Eredmény                                                | Ellenfél Eredmény                                                           | Ellenfél Eredmény                      | Ellenfél Eredmény | Ellenfél Eredmény | Ellenfél Eredmény | Helyezés |
| -------------------------------------- | ----------- | ----------------------------------------- | ---------------------------------------------------------------- | --------------------------------------------------------------------------- | -------------------------------------- | ----------------- | ----------------- | ----------------- | -------- |
| Maria Elena Camerin                    | Egyes       | Mervana Jugić-Salkić (BIH) · 6-3, 6-4     | Amélie Mauresmo (FRA) · 0-6, 1-6                                 | kiesett                                                                     | kiesett                                | kiesett           | kiesett           | kiesett           | 17.      |
| Silvia Farina Elia                     | Egyes       | Sandrine Testud (FRA) · 6-2, 6-0          | Lisa Raymond (USA) · 1-6, 2-6                                    | kiesett                                                                     | kiesett                                | kiesett           | kiesett           | kiesett           | 17.      |
| Tathiana Garbin                        | Egyes       | Anna Smashnova-Pistolesi (ISR) · 6-2, 6-1 | Nicole Pratt (AUS) · 6-1, 6-7, 2-6                               | kiesett                                                                     | kiesett                                | kiesett           | kiesett           | kiesett           | 17.      |
| Francesca Schiavone                    | Egyes       | Aszagoe Sinobu (JPN) · 63, 7-6            | Cso Jundzsong (KOR) · 2-6, 7-6, 6-4                              | Fabiola Zuluaga (COL) · 6-7, 6-1, 6-3                                       | Anasztaszija Miszkina (RUS) · 1-6, 2-6 | kiesett           | kiesett           | kiesett           | 5.       |
| Silvia Farina Elia Francesca Schiavone | Páros       |                                           | Szlovákia (SVK) · Ľubomíra Kurhajcová · Martina Suchá · 6-2, 6-4 | Kína (CHN) · Li Ting · Szun Tien-tien · 1-6, 6-7                            | kiesett                                | kiesett           | kiesett           | kiesett           | 9.       |
| Tathiana Garbin Roberta Vinci          | Páros       |                                           | Ausztrália (AUS) · Nicole Pratt · Samantha Stosur · 6-0, 6-1     | Spanyolország (ESP) · Conchita Martínez · Virginia Ruano Pascual · 3-6, 3-6 | kiesett                                | kiesett           | kiesett           | kiesett           | 9.       |

## Torna
Férfi

| Versenyző                                                                              | Versenyszám      | Selejtező | Selejtező | Döntő    | Döntő    |
| Versenyző                                                                              | Versenyszám      | Pontszám  | Helyezés  | Pontszám | Helyezés |
| -------------------------------------------------------------------------------------- | ---------------- | --------- | --------- | -------- | -------- |
| Matteo Angioletti                                                                      | Talaj            | 8,812     | 71.       | kiesett  | kiesett  |
| Matteo Angioletti                                                                      | Ugrás            | 9,662     |           | kiesett  | kiesett  |
| Matteo Angioletti                                                                      | Nyújtó           | 8,212     | 76.       | kiesett  | kiesett  |
| Matteo Angioletti                                                                      | Gyűrű            | 9,675     | 21.       | kiesett  | kiesett  |
| Matteo Angioletti                                                                      | Egyéni összetett | 36,361    | 79.       | kiesett  | kiesett  |
| Alberto Busnari                                                                        | Talaj            | 8,812     | 70.       | kiesett  | kiesett  |
| Alberto Busnari                                                                        | Ugrás            | 8,762     |           | kiesett  | kiesett  |
| Alberto Busnari                                                                        | Korlát           | 8,987     | 62.       | kiesett  | kiesett  |
| Alberto Busnari                                                                        | Nyújtó           | 9,337     | 50.       | kiesett  | kiesett  |
| Alberto Busnari                                                                        | Lólengés         | 9,637     | 18.       | kiesett  | kiesett  |
| Alberto Busnari                                                                        | Egyéni összetett | 45,535    | 62.       | kiesett  | kiesett  |
| Igor Cassina                                                                           | Talaj            | 8,650     | 75.       | kiesett  | kiesett  |
| Igor Cassina                                                                           | Ugrás            | 8,987     |           | kiesett  | kiesett  |
| Igor Cassina                                                                           | Korlát           | 8,675     | 71.       | kiesett  | kiesett  |
| Igor Cassina                                                                           | Nyújtó           | 9,775     | 2.        | 9,812    |          |
| Igor Cassina                                                                           | Gyűrű            | 9,162     | 58.       | kiesett  | kiesett  |
| Igor Cassina                                                                           | Lólengés         | 9,600     | 22.       | kiesett  | kiesett  |
| Igor Cassina                                                                           | Egyéni összetett | 54,849    | 34.       | kiesett  | kiesett  |
| Jury Chechi                                                                            | Korlát           | 9,587     | 31.       | kiesett  | kiesett  |
| Jury Chechi                                                                            | Gyűrű            | 9,762     | 4.        | 9,812    |          |
| Jury Chechi                                                                            | Lólengés         | 9,150     | 54.       | kiesett  | kiesett  |
| Jury Chechi                                                                            | Egyéni összetett | 28,499    | 85.       | kiesett  | kiesett  |
| Matteo Morandi                                                                         | Talaj            | 8,962     | 64.       | kiesett  | kiesett  |
| Matteo Morandi                                                                         | Ugrás            | 9,412     |           | kiesett  | kiesett  |
| Matteo Morandi                                                                         | Korlát           | 8,375     | 76.       | kiesett  | kiesett  |
| Matteo Morandi                                                                         | Nyújtó           | 8,700     | 70.       | kiesett  | kiesett  |
| Matteo Morandi                                                                         | Gyűrű            | 9,775     | 3.        | 9,800    | 5.*      |
| Matteo Morandi                                                                         | Lólengés         | 8,750     | 69.       | kiesett  | kiesett  |
| Matteo Morandi                                                                         | Egyéni összetett | 53,974    | 41.       | kiesett  | kiesett  |
| Enrico Pozzo                                                                           | Talaj            | 9,450     | 35.       | kiesett  | kiesett  |
| Enrico Pozzo                                                                           | Ugrás            | 9,325     |           | kiesett  | kiesett  |
| Enrico Pozzo                                                                           | Korlát           | 9,100     | 59.       | kiesett  | kiesett  |
| Enrico Pozzo                                                                           | Nyújtó           | 8,300     | 75.       | kiesett  | kiesett  |
| Enrico Pozzo                                                                           | Gyűrű            | 7,850     | 77.       | kiesett  | kiesett  |
| Enrico Pozzo                                                                           | Lólengés         | 8,787     | 68.       | kiesett  | kiesett  |
| Enrico Pozzo                                                                           | Egyéni összetett | 52,812    | 44.       | kiesett  | kiesett  |
| Matteo Angioletti Alberto Busnari Igor Cassina Jury Chechi Matteo Morandi Enrico Pozzo | Csapat összetett | 221,431   | 12.       | kiesett  | kiesett  |

Női

| Versenyző            | Versenyszám      | Selejtező | Selejtező | Döntő    | Döntő    |
| Versenyző            | Versenyszám      | Pontszám  | Helyezés  | Pontszám | Helyezés |
| -------------------- | ---------------- | --------- | --------- | -------- | -------- |
| Monica Bergamelli    | Talaj            | 8,300     | 76.       | kiesett  | kiesett  |
| Monica Bergamelli    | Ugrás            | 9,175     | 18.       | kiesett  | kiesett  |
| Monica Bergamelli    | Felemás korlát   | 8,250     | 79.       | kiesett  | kiesett  |
| Monica Bergamelli    | Gerenda          | 8,862     | 49.       | kiesett  | kiesett  |
| Monica Bergamelli    | Egyéni összetett | 34,712    | 54.       | kiesett  | kiesett  |
| Maria Teresa Gargano | Talaj            | 9,325     | 29.       | kiesett  | kiesett  |
| Maria Teresa Gargano | Ugrás            | 9,100     |           | kiesett  | kiesett  |
| Maria Teresa Gargano | Felemás korlát   | 8,287     | 78.       | kiesett  | kiesett  |
| Maria Teresa Gargano | Gerenda          | 8,612     | 60.       | kiesett  | kiesett  |
| Maria Teresa Gargano | Egyéni összetett | 35,324    | 48.       | kiesett  | kiesett  |

* - egy másik versenyzővel azonos pontszámmal végzett

### Ritmikus gimnasztika
| Versenyző       | Versenyszám | Selejtező | Selejtező | Selejtező | Selejtező | Selejtező | Selejtező | Selejtező | Selejtező | Selejtező | Selejtező | Döntő   | Döntő   | Döntő   | Döntő   | Döntő    | Döntő    | Döntő   | Döntő   | Döntő    | Döntő    | Helyezés |
| Versenyző       | Versenyszám | Karika    | Karika    | Labda     | Labda     | Buzogány  | Buzogány  | Szalag    | Szalag    | Összesen  | Összesen  | Karika  | Karika  | Labda   | Labda   | Buzogány | Buzogány | Szalag  | Szalag  | Összesen | Összesen | Helyezés |
| Versenyző       | Versenyszám | Pont      | Hely.     | Pont      | Hely.     | Pont      | Hely.     | Pont      | Hely.     | Pont      | Hely.     | Pont    | Hely.   | Pont    | Hely.   | Pont     | Hely.    | Pont    | Hely.   | Pont     | Hely.    | Helyezés |
| --------------- | ----------- | --------- | --------- | --------- | --------- | --------- | --------- | --------- | --------- | --------- | --------- | ------- | ------- | ------- | ------- | -------- | -------- | ------- | ------- | -------- | -------- | -------- |
| Laura Zacchilli | Egyéni      | 23,925    | 12.*      | 24,225    | 11.       | 23,250    | 13.       | 22,700    | 14.       | 94,100    | 13.       | kiesett | kiesett | kiesett | kiesett | kiesett  | kiesett  | kiesett | kiesett | kiesett  | kiesett  | 18.      |

| Versenyző                                                                                       | Versenyszám | Selejtező | Selejtező | Selejtező           | Selejtező           | Selejtező | Selejtező | Döntő   | Döntő   | Döntő               | Döntő               | Döntő    | Döntő    | Helyezés |
| Versenyző                                                                                       | Versenyszám | 5 kötél   | 5 kötél   | 3 karika és 2 labda | 3 karika és 2 labda | Összesen  | Összesen  | 5 kötél | 5 kötél | 3 karika és 2 labda | 3 karika és 2 labda | Összesen | Összesen | Helyezés |
| Versenyző                                                                                       | Versenyszám | Pont      | Hely.     | Pont                | Hely.               | Pont      | Hely.     | Pont    | Hely.   | Pont                | Hely.               | Pont     | Hely.    | Helyezés |
| ----------------------------------------------------------------------------------------------- | ----------- | --------- | --------- | ------------------- | ------------------- | --------- | --------- | ------- | ------- | ------------------- | ------------------- | -------- | -------- | -------- |
| Elisa Blanchi Fabrizia D'Ottavio Marinella Falca Daniela Masseroni Elisa Santoni Laura Vernizzi | Csapat      | 22,850    | 3.        | 25,325              | 1.                  | 48,175    | 2.        | 24,150  | 2.      | 25,300              | 2.                  | 49,450   | 2.       |          |

* - egy másik versenyzővel azonos eredményt ért el

### Trambulin
| Versenyző      | Versenyszám | Selejtező | Selejtező | Döntő    | Döntő    |
| Versenyző      | Versenyszám | Pontszám  | Helyezés  | Pontszám | Helyezés |
| -------------- | ----------- | --------- | --------- | -------- | -------- |
| Flavio Cannone | Férfi       | 57,6      | 13.       | kiesett  | kiesett  |

## Triatlon
| Versenyző        | Versenyszám | 1,5 km úszás | 1,5 km úszás | 40 km kerékpározás | 40 km kerékpározás | 10 km futás | 10 km futás | Összesítés | Összesítés |
| Versenyző        | Versenyszám | Idő          | Hely.        | Idő                | Hely.              | Idő         | Hely.       | Idő        | Helyezés   |
| ---------------- | ----------- | ------------ | ------------ | ------------------ | ------------------ | ----------- | ----------- | ---------- | ---------- |
| Nadia Cortassa   | Női         | 20:36        | 39.          | 1:09:32            | 9.*                | 34:56       | 2.          | 2:05:45,35 | 5.         |
| Silvia Gemignani | Női         | 18:45        | 6.           | 1:11:20            | 29.                | 38:07       | 24.         | 2:08:56,94 | 21.        |
| Beatrice Lanza   | Női         | 19:47        | 27.          | 1:10:18            | 15.                | 37:12       | 16.         | 2:07:59,26 | 15.        |

* - két másik versenyzővel azonos időt ért el

## Úszás
Férfi

| Versenyző | Versenyszám            | Előfutam | Előfutam | Előfutam | Elődöntő | Elődöntő | Elődöntő | Döntő   | Döntő    |
| Versenyző | Versenyszám            | Idő      | Hely.    | Össz.    | Idő      | Hely.    | Össz.    | Idő     | Helyezés |
| --- | ---------------------- | -------- | -------- | -------- | -------- | -------- | -------- | ------- | -------- |
| Michele Scarica                                                                                                | 50 m gyors             | 22,80    | 6.       | 25.      | kiesett  | kiesett  | kiesett  | kiesett | kiesett  |
| Lorenzo Vismara                                                                                                | 50 m gyors             | 22,70    | 5.       | 22.      | kiesett  | kiesett  | kiesett  | kiesett | kiesett  |
| Lorenzo Vismara                                                                                                | 100 m gyors            | 50,03    | 6.       | 25.      | kiesett  | kiesett  | kiesett  | kiesett | kiesett  |
| Filippo Magnini                                                                                                | 100 m gyors            | 49,58    | 3.       | 11.      | 48,91    | 3.       | 3.       | 48,99   | 5.       |
| Andrea Beccari                                                                                                 | 200 m gyors            | 1:54,00  | 8.       | 46.      | kiesett  | kiesett  | kiesett  | kiesett | kiesett  |
| Emiliano Brembilla                                                                                             | 200 m gyors            | 1:47,95  | 3.       | 3.       | 1:47,93  | 4.       | 7.       | 1:48,40 | 8.       |
| Emiliano Brembilla                                                                                             | 400 m gyors            | 3:50,55  | 6.       | 11.      |          |          |          | kiesett | kiesett  |
| Massimiliano Rosolino                                                                                          | 400 m gyors            | 3:47,72  | 1.       | 4.       |          |          |          | 3:46,25 | 5.       |
| Massimiliano Rosolino                                                                                          | 200 m vegyes           | 2:01,56  | 6.       | 11.      | 2:01,29  | 6.       | 11.      | kiesett | kiesett  |
| Alessio Boggiatto                                                                                              | 200 m vegyes           | 2:01,30  | 2.       | 6.       | 2:01,27  | 5.       | 10.      | kiesett | kiesett  |
| Alessio Boggiatto                                                                                              | 400 m vegyes           | 4:15,78  | 1.       | 3.       |          |          |          | 4:12,28 | 4.       |
| Luca Marin | 400 m vegyes           | 4:16,85  | 4.       | 10.      |          |          |          | kiesett | kiesett  |
| Christian Minotti                                                                                              | 1500 m gyors           | 15:39,31 | 7.       | 24.      |          |          |          | kiesett | kiesett  |
| Emanuele Merisi                                                                                                | 200 m hát              | 2:00,10  | 5.*      | 8.*      | 2:00,83  | 8.       | 16.      | kiesett | kiesett  |
| Paolo Bossini                                                                                                  | 200 m mell             | 2:12,09  | 2.       | 3.       | 2:11,76  | 3.       | 4.       | 2:11,20 | 4.       |
| Loris Facci | 200 m mell             | 2:19,38  | 8.       | 40.      | kiesett  | kiesett  | kiesett  | kiesett | kiesett  |
| Mattia Nalesso                                                                                                 | 100 m pillangó         | 53,49    | 6.       | 23.      | kiesett  | kiesett  | kiesett  | kiesett | kiesett  |
| Christian Galenda Filippo Magnini Michele Scarica Lorenzo Vismara Alessandro Calvi                             | 4 × 100 m gyorsváltó   | 3:16,18  | 3.       | 3.       |          |          |          | 3:15,75 | 4.*      |
| Emiliano Brembilla Simone Cercato Filippo Magnini Massimiliano Rosolino Federico Cappellazzo Matteo Pelliciari | 4 × 200 m gyorsváltó   | 7:18,26  | 3.       | 6.       |          |          |          | 7:11,83 |          |
| Paolo Bossini Emanuele Merisi Mattia Nalesso Giacomo Vassanelli                                                | 4 × 100 m vegyes váltó | kizárták | kizárták | kizárták |          |          |          | kiesett | kiesett  |

Női

| Versenyző                                                            | Versenyszám            | Előfutam | Előfutam | Előfutam | Elődöntő | Elődöntő | Elődöntő | Döntő   | Döntő    |
| Versenyző                                                            | Versenyszám            | Idő      | Hely.    | Össz.    | Idő      | Hely.    | Össz.    | Idő     | Helyezés |
| -------------------------------------------------------------------- | ---------------------- | -------- | -------- | -------- | -------- | -------- | -------- | ------- | -------- |
| Cristina Chiuso                                                      | 50 m gyors             | 25,68    | 6.       | 16.      | 25,37    | 6.*      | 13.*     | kiesett | kiesett  |
| Federica Pellegrini                                                  | 100 m gyors            | 55,41    | 5.       | 9.       | 55,30    | 5.       | 10.      | kiesett | kiesett  |
| Federica Pellegrini                                                  | 200 m gyors            | 1:59,80  | 2.       | 4.       | 1:58,02  | 1.       | 1.       | 1:58,22 |          |
| Alessandra Cappa                                                     | 100 m hát              | 1:03,50  | 8.       | 26.      | kiesett  | kiesett  | kiesett  | kiesett | kiesett  |
| Alessia Filippi                                                      | 200 m hát              | 2:17,29  | 6.       | 21.*     | kiesett  | kiesett  | kiesett  | kiesett | kiesett  |
| Alessia Filippi                                                      | 200 m vegyes           | 2:19,29  | 8.       | 21.      | kiesett  | kiesett  | kiesett  | kiesett | kiesett  |
| Alessia Filippi                                                      | 400 m vegyes           | 4:47,26  | 4.       | 16.      |          |          |          | kiesett | kiesett  |
| Chiara Boggiatto                                                     | 100 m mell             | 1:10,33  | 5.       | 16.      | 1:10,84  | 8.       | 16.      | kiesett | kiesett  |
| Chiara Boggiatto                                                     | 200 m mell             | 2:30,32  | 4.       | 12.      | 2:30,76  | 8.       | 14.      | kiesett | kiesett  |
| Ambra Migliori                                                       | 100 m pillangó         | 59,47    | 3.       | 10.      | 59,53    | 5.*      | 13.*     | kiesett | kiesett  |
| Francesca Segat                                                      | 100 m pillangó         | 1:00,56  | 7.       | 22.      | kiesett  | kiesett  | kiesett  | kiesett | kiesett  |
| Francesca Segat                                                      | 200 m pillangó         | 2:11,40  | 3.       | 9.       | 2:11,18  | 7.       | 12.      | kiesett | kiesett  |
| Paola Cavallino                                                      | 200 m pillangó         | 2:12,34  | 6.       | 16.      | 2:10,23  | 3.       | 7.       | 2:10,14 | 7.       |
| Cristina Chiuso Sara Parise Federica Pellegrini Cecilia Vianini      | 4 × 100 m gyorsváltó   | 3:44,88  | 6.       | 10.      |          |          |          | kiesett | kiesett  |
| Cristina Chiuso Alessia Filippi Sara Parise Cecilia Vianini          | 4 × 200 m gyorsváltó   | 8:15,30  | 7.       | 14.      |          |          |          | kiesett | kiesett  |
| Chiara Boggiatto Alessandra Cappa Ambra Migliori Federica Pellegrini | 4 × 100 m vegyes váltó | kizárták | kizárták | kizárták |          |          |          | kiesett | kiesett  |

* - egy másik versenyzővel azonos időt ért el

## Vitorlázás
Férfi

| Versenyző                   | Versenyszám     | Futam | Futam | Futam | Futam | Futam | Futam | Futam | Futam | Futam | Futam | Futam | Pontszám | Helyezés |
| Versenyző                   | Versenyszám     | 1     | 2     | 3     | 4     | 5     | 6     | 7     | 8     | 9     | 10    | 11    | Pontszám | Helyezés |
| --------------------------- | --------------- | ----- | ----- | ----- | ----- | ----- | ----- | ----- | ----- | ----- | ----- | ----- | -------- | -------- |
| Riccardo Giordano           | Szörfvitorlázás | 13    | 8     | 29    | 22    | 19    | 21    | 20    | 35    | 32    |       |       | 234      | 26.      |
| Michele Marchesini          | Finn dingi      | 21    | 20    | 20    | 24    | 24    | 24    | 6     | 25    | 23    | 15    | 24    | 201      | 24.      |
| Gabrio Zandonà Andrea Trani | 470-es osztály  | 21    | 23    | 7     | 12    | 11    | 22    | 13    | 5     | 7     | 8     | 3     | 109      | 10.      |
| Francesco Bruni Guido Vigna | Csillaghajó     | 13    | 5     | 9     | 4     | 16    | 12    | 3     | 8     | 2     | 5     | 14    | 75       | 7.       |

Női

| Versenyző                                     | Versenyszám     | Futam | Futam | Futam | Futam | Futam | Futam | Futam | Futam | Futam | Futam | Futam | Pontszám | Helyezés |
| Versenyző                                     | Versenyszám     | 1     | 2     | 3     | 4     | 5     | 6     | 7     | 8     | 9     | 10    | 11    | Pontszám | Helyezés |
| --------------------------------------------- | --------------- | ----- | ----- | ----- | ----- | ----- | ----- | ----- | ----- | ----- | ----- | ----- | -------- | -------- |
| Alessandra Sensini                            | Szörfvitorlázás | 7     | 1     | 6     | 3     | 1     | 2     | 3     | 6     | 3     | 2     | 7     | 34       |          |
| Larissa Nevierov                              | Europe          | 23    | 10    | 6     | 4     | 17    | 19    | 17    | 18    | 17    | 18    | 18    | 144      | 16.      |
| Elisabetta Saccheggiani Myriam Cutolo         | 470-es osztály  | 16    | 19    | 18    | 20    | 10    | 19    | 20    | 4     | 17    | 8     | 10    | 141      | 20.      |
| Giulia Conti Alessandra Marenzi Angela Baroni | Yngling         | 16    | 12    | 7     | 7     | 13    | 15    | 6     | 11    | 14    | 14    | 7     | 106      | 14.      |

Nyílt

| Versenyző                           | Versenyszám        | Futam    | Futam | Futam | Futam | Futam | Futam | Futam | Futam | Futam | Futam | Futam | Futam | Futam | Futam | Futam | Futam | Pontszám | Helyezés |
| Versenyző                           | Versenyszám        | 1        | 2     | 3     | 4     | 5     | 6     | 7     | 8     | 9     | 10    | 11    | 12    | 13    | 14    | 15    | 16    | Pontszám | Helyezés |
| ----------------------------------- | ------------------ | -------- | ----- | ----- | ----- | ----- | ----- | ----- | ----- | ----- | ----- | ----- | ----- | ----- | ----- | ----- | ----- | -------- | -------- |
| Diego Negri                         | Laser              | 20       | 12    | 19    | 1     | 43    | 21    | 15    | 13    | 15    | 21    | 2     |       |       |       |       |       | 139      | 13.      |
| Piero Sibello Gianfranco Sibello    | Könnyű 49-es dingi | kizárták | 1     | 4     | 12    | 11    | 17    | 4     | 9     | 14    | 15    | 16    | 5     | 9     | 17    | 5     | 16    | 138      | 14.      |
| Francesco Marcolini Edoardo Bianchi | Tornádó            |          | 6     | 3     | 7     | 11    | 16    | 10    | 2     | 8     | 9     | 6     |       |       |       |       |       | 78       | 10.      |

## Vívás
Férfi

| Versenyző                                      | Versenyszám       | Selejtező         | 32-es főtábla                        | Nyolcaddöntő                    | Negyeddöntő                                                                             | Elődöntő                                                                                   | Bronz- mérkőzés              | Döntő                                                                   | Helyezés |
| Versenyző                                      | Versenyszám       | Ellenfél Eredmény | Ellenfél Eredmény                    | Ellenfél Eredmény               | Ellenfél Eredmény                                                                       | Ellenfél Eredmény                                                                          | Ellenfél Eredmény            | Ellenfél Eredmény                                                       | Helyezés |
| ---------------------------------------------- | ----------------- | ----------------- | ------------------------------------ | ------------------------------- | --------------------------------------------------------------------------------------- | ------------------------------------------------------------------------------------------ | ---------------------------- | ----------------------------------------------------------------------- | -------- |
| Andrea Cassarà                                 | Tőr, egyéni       |                   | Jon Tiomkin (USA) · 15-3             | Pak Hikjong (KOR) · 15-13       | Richard Kruse (GBR) · 15-8                                                              | Brice Guyart (FRA) · 14-15                                                                 | Renal Ganyejev (RUS) · 15-12 |                                                                         |          |
| Salvatore Sanzo                                | Tőr, egyéni       |                   | Carlos Rodríguez (VEN) · 15-7        | Ha Cshangdok (KOR) · 15-6       | Vu Han-hsziung (CHN) · 15-10                                                            | Renal Ganyejev (RUS) · 15-12                                                               |                              | Brice Guyart (FRA) · 13-15                                              |          |
| Simone Vanni                                   | Tőr, egyéni       |                   | Josh McGuire (CAN) · 15-10           | Erwann Le Péchoux (FRA) · 15-8  | Renal Ganyejev (RUS) · 14-15                                                            | kiesett                                                                                    | kiesett                      | kiesett                                                                 | 5.       |
| Alfredo Rota                                   | Párbajtőr, egyéni |                   | Alexandru Nyisztor (ROU) · 15-8      | Soren Thompson (USA) · 13-15    | kiesett                                                                                 | kiesett                                                                                    | kiesett                      | kiesett                                                                 | 9.       |
| Aldo Montano                                   | Kard, egyéni      |                   | Konsztandínosz Manétasz (GRE) · 15-9 | Keeth Smart (USA) · 15-7        | Szergej Sarikov (RUS) · 15-13                                                           | Dzmitrij Lapkesz (BLR) · 15-6                                                              |                              | Nemcsik Zsolt (HUN) · 15-14                                             |          |
| Gianpiero Pastore                              | Kard, egyéni      |                   | Ivan James Lee (USA) · 9-15          | kiesett                         | kiesett                                                                                 | kiesett                                                                                    | kiesett                      | kiesett                                                                 | 22.      |
| Luigi Tarantino                                | Kard, egyéni      |                   | Jason Rogers (USA) · 15-3            | Vladiszlav Tretyak (UKR) · 8-15 | kiesett                                                                                 | kiesett                                                                                    | kiesett                      | kiesett                                                                 | 9.       |
| Andrea Cassarà Salvatore Sanzo Simone Vanni    | Tőr, csapat       |                   |                                      |                                 | Egyiptom (EGY) · Mosztafa Nagáti · Mostafa Anwar · Tamer Mohamed Tahoun · 45-20         | Oroszország (RUS) · Renal Ganyejev · Vjacseszlav Pozdnyakov · Jurij Molcsan · 45-27        |                              | Kína (CHN) · Je Csung · Vu Han-hsziung · Tung Csao-cse · 45-42          |          |
| Aldo Montano Gianpiero Pastore Luigi Tarantino | Kard, csapat      |                   |                                      |                                 | Ukrajna (UKR) · Volodimir Kaljuzsnij · Volodimir Lukasenko · Vladiszlav Tretyak · 45-44 | Oroszország (RUS) · Alekszej Jakimenko · Sztanyiszlav Pozdnyakov · Szergej Sarikov · 45-42 |                              | Franciaország (FRA) · Gaël Touya · Damien Touya · Julien Pillet · 42-45 |          |

Női

| Versenyző            | Versenyszám       | Selejtező         | 32-es főtábla               | Nyolcaddöntő                  | Negyeddöntő                   | Elődöntő                      | Bronz- mérkőzés   | Döntő                           | Helyezés |
| Versenyző            | Versenyszám       | Ellenfél Eredmény | Ellenfél Eredmény           | Ellenfél Eredmény             | Ellenfél Eredmény             | Ellenfél Eredmény             | Ellenfél Eredmény | Ellenfél Eredmény               | Helyezés |
| -------------------- | ----------------- | ----------------- | --------------------------- | ----------------------------- | ----------------------------- | ----------------------------- | ----------------- | ------------------------------- | -------- |
| Margherita Granbassi | Tőr, egyéni       |                   |                             | Adeline Wuillème (FRA) · 9-15 | kiesett                       | kiesett                       | kiesett           | kiesett                         | 10.      |
| Giovanna Trillini    | Tőr, egyéni       |                   |                             | Szugavara Csieko (JPN) · 15-2 | Varga Gabriella (HUN) · 15-11 | Mohamed Aida (HUN) · 15-7     |                   | Valentina Vezzali (ITA) · 11-15 |          |
| Valentina Vezzali    | Tőr, egyéni       |                   |                             | Mariana González (VEN) · 15-4 | Adeline Wuillème (FRA) · 15-8 | Sylwia Gruchała (POL) · 15-13 |                   | Giovanna Trillini (ITA) · 15-11 |          |
| Cristiana Cascioli   | Párbajtőr, egyéni |                   | Harada Megumi (JPN) · 15-14 | Nagy Tímea (HUN) · 13-15      | kiesett                       | kiesett                       | kiesett           | kiesett                         | 11.      |
| Gioia Marzocca       | Kard, egyéni      |                   |                             | Yelena Jemayeva (AZE) · 6-15  | kiesett                       | kiesett                       | kiesett           | kiesett                         | 10.      |

## Vízilabda

### Férfi
| Olasz nemzeti férfi vízilabdacsapat-játékoskeret | Olasz nemzeti férfi vízilabdacsapat-játékoskeret | Olasz nemzeti férfi vízilabdacsapat-játékoskeret | Olasz nemzeti férfi vízilabdacsapat-játékoskeret | Olasz nemzeti férfi vízilabdacsapat-játékoskeret | Olasz nemzeti férfi vízilabdacsapat-játékoskeret | Olasz nemzeti férfi vízilabdacsapat-játékoskeret |
| #                                                | Név                                              | Poszt                                            | Magasság                                         | Súly                                             | Kor                                              | Klub                                             |
| ------------------------------------------------ | ------------------------------------------------ | ------------------------------------------------ | ------------------------------------------------ | ------------------------------------------------ | ------------------------------------------------ | ------------------------------------------------ |
| 1                                                | Stefano Tempesti                                 | GK                                               | 2,02 m (6 ft 8 in)                               | 80 kg                                            | 1979. június 9. (25 évesen)                      | Pro Recco                                        |
| 2                                                | Francesco Postiglione                            | D                                                | 1,86 m (6 ft 1 in)                               | 81 kg                                            | 1972. április 29. (32 évesen)                    | Posillipo Napoli                                 |
| 3                                                | Leonardo Binchi                                  | CB                                               | 2,00 m (6 ft 7 in)                               | 98 kg                                            | 1975. augusztus 27. (28 évesen)                  | Leonessa Brescia                                 |
| 4                                                | Fabrizio Buonocore                               | CB                                               | 1,86 m (6 ft 1 in)                               | 88 kg                                            | 1977. április 28. (27 évesen)                    | Posillipo Napoli                                 |
| 5                                                | Marco Gerini                                     | GK                                               | 1,90 m (6 ft 3 in)                               | 90 kg                                            | 1971. augusztus 5. (33 évesen)                   | Leonessa Brescia                                 |
| 6                                                | Roberto Calcaterra                               | CF                                               | 1,86 m (6 ft 1 in)                               | 90 kg                                            | 1972. február 6. (32 évesen)                     | Leonessa Brescia                                 |
| 7                                                | Goran Fiorentini                                 | D                                                | 1,90 m (6 ft 3 in)                               | 85 kg                                            | 1981. november 21. (22 évesen)                   | Leonessa Brescia                                 |
| 8                                                | Alberto Angelini                                 | D                                                | 1,76 m (5 ft 9 in)                               | 80 kg                                            | 1974. szeptember 28. (29 évesen)                 | Pro Recco                                        |
| 9                                                | Maurizio Felugo                                  | D                                                | 1,89 m (6 ft 2 in)                               | 84 kg                                            | 1981. március 4. (23 évesen)                     | Posillipo Napoli                                 |
| 10                                               | Alessandro Calcaterra                            | CF                                               | 1,87 m (6 ft 2 in)                               | 106 kg                                           | 1975. május 26. (29 évesen)                      | Chiavari Nuoto                                   |
| 11                                               | Bogdan Rath                                      | D                                                | 1,80 m (5 ft 11 in)                              | 80 kg                                            | 1972. június 28. (32 évesen)                     | Rari Nantes Savona                               |
| 12                                               | Carlo Silipo                                     | D                                                | 1,99 m (6 ft 6 in)                               | 95 kg                                            | 1971. szeptember 10. (32 évesen)                 | Posillipo Napoli                                 |
| 13                                               | Fabio Bencivenga                                 | CF                                               | 2,00 m (6 ft 7 in)                               | 100 kg                                           | 1976. január 20. (28 évesen)                     | Posillipo Napoli                                 |
| Vezetőedző: Paolo de Crescenzo                   |                                                  |                                                  |                                                  |                                                  |                                                  |                                                  |

- Kor: 2004. augusztus 14-i kora

#### Eredmények
Csoportkör
B csoport
| Csapat              | M | Gy | D | V | G+ | G– | Gk  | P |
| ------------------- | - | -- | - | - | -- | -- | --- | - |
| Görögország (GRE)   | 5 | 4  | 0 | 1 | 43 | 27 | +16 | 8 |
| Németország (GER)   | 5 | 3  | 1 | 1 | 40 | 28 | +12 | 7 |
| Spanyolország (ESP) | 5 | 3  | 0 | 2 | 35 | 31 | +4  | 6 |
| Olaszország (ITA)   | 5 | 3  | 0 | 2 | 39 | 24 | +15 | 6 |
| Ausztrália (AUS)    | 5 | 1  | 1 | 3 | 37 | 35 | +2  | 4 |
| Egyiptom (EGY)      | 5 | 0  | 0 | 5 | 18 | 67 | –49 | 0 |

| 2004. augusztus 15. 17:45 | Olaszország (ITA)    | 4–5 | Spanyolország (ESP) | Központi Olimpiai Uszoda Játékvezetők: Boris Margeta (SLO), Zoran Tomic (CRO) |
| 2004. augusztus 15. 17:45 | (1–2, 1–3, 0–0, 2–0) |     |                     | Központi Olimpiai Uszoda Játékvezetők: Boris Margeta (SLO), Zoran Tomic (CRO) |
| 2004. augusztus 15. 17:45 | négy játékos 1       |     | öt játékos 1        | Központi Olimpiai Uszoda Játékvezetők: Boris Margeta (SLO), Zoran Tomic (CRO) |

| 2004. augusztus 17. 09:30 | Ausztrália (AUS)     | 4–8 | Olaszország (ITA) | Központi Olimpiai Uszoda Játékvezetők: Zoran Tomic (CRO), Aaron Chaney (USA) |
| 2004. augusztus 17. 09:30 | (1–1, 2–2, 0–3, 1–2) |     |                   | Központi Olimpiai Uszoda Játékvezetők: Zoran Tomic (CRO), Aaron Chaney (USA) |
| 2004. augusztus 17. 09:30 | Whalan 2             |     | Postiglione 3     | Központi Olimpiai Uszoda Játékvezetők: Zoran Tomic (CRO), Aaron Chaney (USA) |

| 2004. augusztus 19. 17:45 | Olaszország (ITA)    | 10–5 | Németország (GER) | Központi Olimpiai Uszoda Játékvezetők: Mario Brguljan (SCG), Andrei Afanasiev (RUS) |
| 2004. augusztus 19. 17:45 | (2–0, 1–2, 3–2, 4–1) |      |                   | Központi Olimpiai Uszoda Játékvezetők: Mario Brguljan (SCG), Andrei Afanasiev (RUS) |
| 2004. augusztus 19. 17:45 | Postiglione 4        |      | Nossek 3          | Központi Olimpiai Uszoda Játékvezetők: Mario Brguljan (SCG), Andrei Afanasiev (RUS) |

| 2004. augusztus 21. 10:45 | Egyiptom (EGY)       | 4–13 | Olaszország (ITA)      | Központi Olimpiai Uszoda Játékvezetők: Pavel Rezek (CZE), Guy Pinker (RSA) |
| 2004. augusztus 21. 10:45 | (1–3, 1–0, 2–5, 0–5) |      |                        | Központi Olimpiai Uszoda Játékvezetők: Pavel Rezek (CZE), Guy Pinker (RSA) |
| 2004. augusztus 21. 10:45 | El-Sammany 2         |      | Calcaterra, Angelini 3 | Központi Olimpiai Uszoda Játékvezetők: Pavel Rezek (CZE), Guy Pinker (RSA) |

| 2004. augusztus 23. 22:15 | Olaszország (ITA)    | 4–6 | Görögország (GRE) | Központi Olimpiai Uszoda Játékvezetők: Alan Balfanbayev (KAZ), Peter Bookelman (NED) |
| 2004. augusztus 23. 22:15 | (0–1, 2–1, 1–2, 1–2) |     |                   | Központi Olimpiai Uszoda Játékvezetők: Alan Balfanbayev (KAZ), Peter Bookelman (NED) |
| 2004. augusztus 23. 22:15 | Bencivenga 2         |     | hat játékos 1     | Központi Olimpiai Uszoda Játékvezetők: Alan Balfanbayev (KAZ), Peter Bookelman (NED) |

A 7–10. helyért
| 2004. augusztus 27. 17:00 | Olaszország (ITA)    | 11–7 | Horvátország (CRO) | Központi Olimpiai Uszoda Játékvezetők: Andrei Afanasiev (RUS), Radostaw Koryzna (POL) |
| 2004. augusztus 27. 17:00 | (2–1, 3–4, 1–1, 5–1) |      |                    | Központi Olimpiai Uszoda Játékvezetők: Andrei Afanasiev (RUS), Radostaw Koryzna (POL) |
| 2004. augusztus 27. 17:00 | Bencivenga 3         |      | Franković 3        | Központi Olimpiai Uszoda Játékvezetők: Andrei Afanasiev (RUS), Radostaw Koryzna (POL) |

A 7. helyért
| 2004. augusztus 29. 10:45 | Egyesült Államok (USA) | 9–8 | Olaszország (ITA) | Központi Olimpiai Uszoda Játékvezetők: Andrei Afanasiev (RUS), Boris Margeta (SLO) |
| 2004. augusztus 29. 10:45 | (2–2, 2–0, 2–3, 3–3)   |     |                   | Központi Olimpiai Uszoda Játékvezetők: Andrei Afanasiev (RUS), Boris Margeta (SLO) |
| 2004. augusztus 29. 10:45 | Azevedo, Smith 3       |     | Angelini 3        | Központi Olimpiai Uszoda Játékvezetők: Andrei Afanasiev (RUS), Boris Margeta (SLO) |

| Csapat            | Helyezés |
| ----------------- | -------- |
| Olaszország (ITA) | 8.       |

### Női
| Olasz nemzeti női vízilabdacsapat-játékoskeret | Olasz nemzeti női vízilabdacsapat-játékoskeret | Olasz nemzeti női vízilabdacsapat-játékoskeret | Olasz nemzeti női vízilabdacsapat-játékoskeret | Olasz nemzeti női vízilabdacsapat-játékoskeret | Olasz nemzeti női vízilabdacsapat-játékoskeret | Olasz nemzeti női vízilabdacsapat-játékoskeret |
| #                                              | Név                                            | Poszt                                          | Magasság                                       | Súly                                           | Kor                                            | Klub                                           |
| ---------------------------------------------- | ---------------------------------------------- | ---------------------------------------------- | ---------------------------------------------- | ---------------------------------------------- | ---------------------------------------------- | ---------------------------------------------- |
| 1                                              | Francesca Conti                                | GK                                             | 1,79 m (5 ft 10 in)                            | 71 kg                                          | 1972. május 21. (32 évesen)                    | GS Orizzonte                                   |
| 2                                              | Martina Miceli                                 | D                                              | 1,68 m (5 ft 6 in)                             | 65 kg                                          | 1973. október 22. (30 évesen)                  | Firenze PN                                     |
| 3                                              | Carmela Allucci                                | D                                              | 1,67 m (5 ft 6 in)                             | 60 kg                                          | 1970. január 22. (34 évesen)                   | Firenze PN                                     |
| 4                                              | Silvia Bosurgi                                 | D                                              | 1,65 m (5 ft 5 in)                             | 61 kg                                          | 1979. április 17. (25 évesen)                  | GS Orizzonte                                   |
| 5                                              | Elena Gigli                                    | GK                                             | 1,90 m (6 ft 3 in)                             | 70 kg                                          | 1985. július 9. (19 évesen)                    | AS Certaldo                                    |
| 6                                              | Emanuela Zanchi                                | D                                              | 1,83 m (6 ft 0 in)                             | 65 kg                                          | 1977. október 17. (26 évesen)                  | RN Pescara                                     |
| 7                                              | Tania Di Mario                                 | D                                              | 1,67 m (5 ft 6 in)                             | 59 kg                                          | 1979. május 4. (25 évesen)                     | GS Orizzonte                                   |
| 8                                              | Cinzia Ragusa                                  | CB                                             | 1,72 m (5 ft 8 in)                             | 70 kg                                          | 1977. május 24. (27 évesen)                    | GS Orizzonte                                   |
| 9                                              | Giusy Malato                                   | CF                                             | 1,70 m (5 ft 7 in)                             | 77 kg                                          | 1971. július 9. (33 évesen)                    | GS Orizzonte                                   |
| 10                                             | Alexandra Araujo                               | CF                                             | 1,67 m (5 ft 6 in)                             | 67 kg                                          | 1972. július 13. (32 évesen)                   | Gifacittapa                                    |
| 11                                             | Maddalena Musumeci                             | CF                                             | 1,70 m (5 ft 7 in)                             | 63 kg                                          | 1976. március 26. (28 évesen)                  | GS Orizzonte                                   |
| 12                                             | Melania Grego                                  | D                                              | 1,71 m (5 ft 7 in)                             | 72 kg                                          | 1973. június 19. (31 évesen)                   | Volturno SC                                    |
| 13                                             | Tóth Noémi                                     | CB                                             | 1,80 m (5 ft 11 in)                            | 67 kg                                          | 1976. június 7. (28 évesen)                    | Volturno SC                                    |
| Vezetőedző: Pierluigi Formiconi                |                                                |                                                |                                                |                                                |                                                |                                                |

- Kor: 2004. augusztus 14-i kora

#### Eredmények
Csoportkör
A csoport
| Csapat            | M | Gy | D | V | G+ | G– | Gk | P |
| ----------------- | - | -- | - | - | -- | -- | -- | - |
| Ausztrália (AUS)  | 3 | 2  | 0 | 1 | 22 | 16 | +6 | 5 |
| Olaszország (ITA) | 3 | 2  | 1 | 0 | 20 | 14 | +6 | 4 |
| Görögország (GRE) | 3 | 1  | 1 | 1 | 17 | 20 | −3 | 3 |
| Kazahsztán (KAZ)  | 3 | 0  | 3 | 0 | 16 | 25 | −9 | 0 |

| 2004. augusztus 16. 10:45 | Ausztrália (AUS)     | 6–5 | Olaszország (ITA) | Központi Olimpiai Uszoda Játékvezetők: Peter Bookelman (NED), Sergio Borrell (ESP) |
| 2004. augusztus 16. 10:45 | (3–1, 1–2, 1–1, 1–1) |     |                   | Központi Olimpiai Uszoda Játékvezetők: Peter Bookelman (NED), Sergio Borrell (ESP) |
| 2004. augusztus 16. 10:45 | Gynther, Heuchan 2   |     | öt játékos 1      | Központi Olimpiai Uszoda Játékvezetők: Peter Bookelman (NED), Sergio Borrell (ESP) |

| 2004. augusztus 18. 17:45 | Görögország (GRE)    | 2–7 | Olaszország (ITA)  | Központi Olimpiai Uszoda Játékvezetők: Sergio Borrell (ESP), Radosław Koryzna (POL) |
| 2004. augusztus 18. 17:45 | (0–3, 2–2, 0–1, 0–1) |     |                    | Központi Olimpiai Uszoda Játékvezetők: Sergio Borrell (ESP), Radosław Koryzna (POL) |
| 2004. augusztus 18. 17:45 | Liószi, Moraitídu 1  |     | Di Mario, Miceli 3 | Központi Olimpiai Uszoda Játékvezetők: Sergio Borrell (ESP), Radosław Koryzna (POL) |

| 2004. augusztus 20. 09:00 | Olaszország (ITA)    | 8–6 | Kazahsztán (KAZ) | Központi Olimpiai Uszoda Játékvezetők: Mario Brguljan (SCG), Yesenia Marrero (USA) |
| 2004. augusztus 20. 09:00 | (2–0, 3–1, 1–4, 2–1) |     |                  | Központi Olimpiai Uszoda Játékvezetők: Mario Brguljan (SCG), Yesenia Marrero (USA) |
| 2004. augusztus 20. 09:00 | Di Mario 4           |     | Koroljova 3      | Központi Olimpiai Uszoda Játékvezetők: Mario Brguljan (SCG), Yesenia Marrero (USA) |

Az elődöntőbe jutásért
| 2004. augusztus 22. 18:15 | Olaszország (ITA)    | 8–5 | Magyarország (HUN) | Központi Olimpiai Uszoda Játékvezetők: Sergio Borrell (ESP), Boris Margeta (SLO) |
| 2004. augusztus 22. 18:15 | (2–1, 2–2, 2–2, 2–0) |     |                    | Központi Olimpiai Uszoda Játékvezetők: Sergio Borrell (ESP), Boris Margeta (SLO) |
| 2004. augusztus 22. 18:15 | Di Mario 3           |     | Drávucz, Stieber 2 | Központi Olimpiai Uszoda Játékvezetők: Sergio Borrell (ESP), Boris Margeta (SLO) |

Elődöntő
| 2004. augusztus 24. 17:00 | Egyesült Államok (USA) | 5–6 | Olaszország (ITA) | Központi Olimpiai Uszoda Játékvezetők: Kiszelly Gábor (HUN), Zoran Tomić (CRO) |
| 2004. augusztus 24. 17:00 | (2–1, 1–1, 1–0, 1–4)   |     |                   | Központi Olimpiai Uszoda Játékvezetők: Kiszelly Gábor (HUN), Zoran Tomić (CRO) |
| 2004. augusztus 24. 17:00 | öt játékos 1           |     | Di Mario 2        | Központi Olimpiai Uszoda Játékvezetők: Kiszelly Gábor (HUN), Zoran Tomić (CRO) |

Döntő
| 2004. augusztus 26. 18:15 | Görögország (GRE)              | 9–10 (h. u.) | Olaszország (ITA) | Központi Olimpiai Uszoda Játékvezetők: Boris Margeta (SLO), Kiszelly Gábor (HUN) |
| 2004. augusztus 26. 18:15 | (3–2, 3–3, 0–1, 1–1, 2–2, 0–1) |              |                   | Központi Olimpiai Uszoda Játékvezetők: Boris Margeta (SLO), Kiszelly Gábor (HUN) |
| 2004. augusztus 26. 18:15 | Liószi 5                       |              | Grego, Miceli 3   | Központi Olimpiai Uszoda Játékvezetők: Boris Margeta (SLO), Kiszelly Gábor (HUN) |

| Csapat            | Helyezés |
| ----------------- | -------- |
| Olaszország (ITA) |          |